# Église Saint-Maurice de Reims
Pour les articles homonymes, voir Église Saint-Maurice.
L'église Saint-Maurice de Reims est située sur la place Museux, à côté de l'ancien collège des Jésuites.

## Histoire

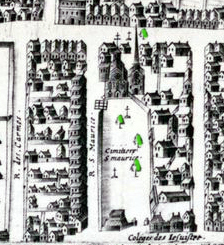
Sur le plan Picart, 1618, avant les bâtiments jésuites,
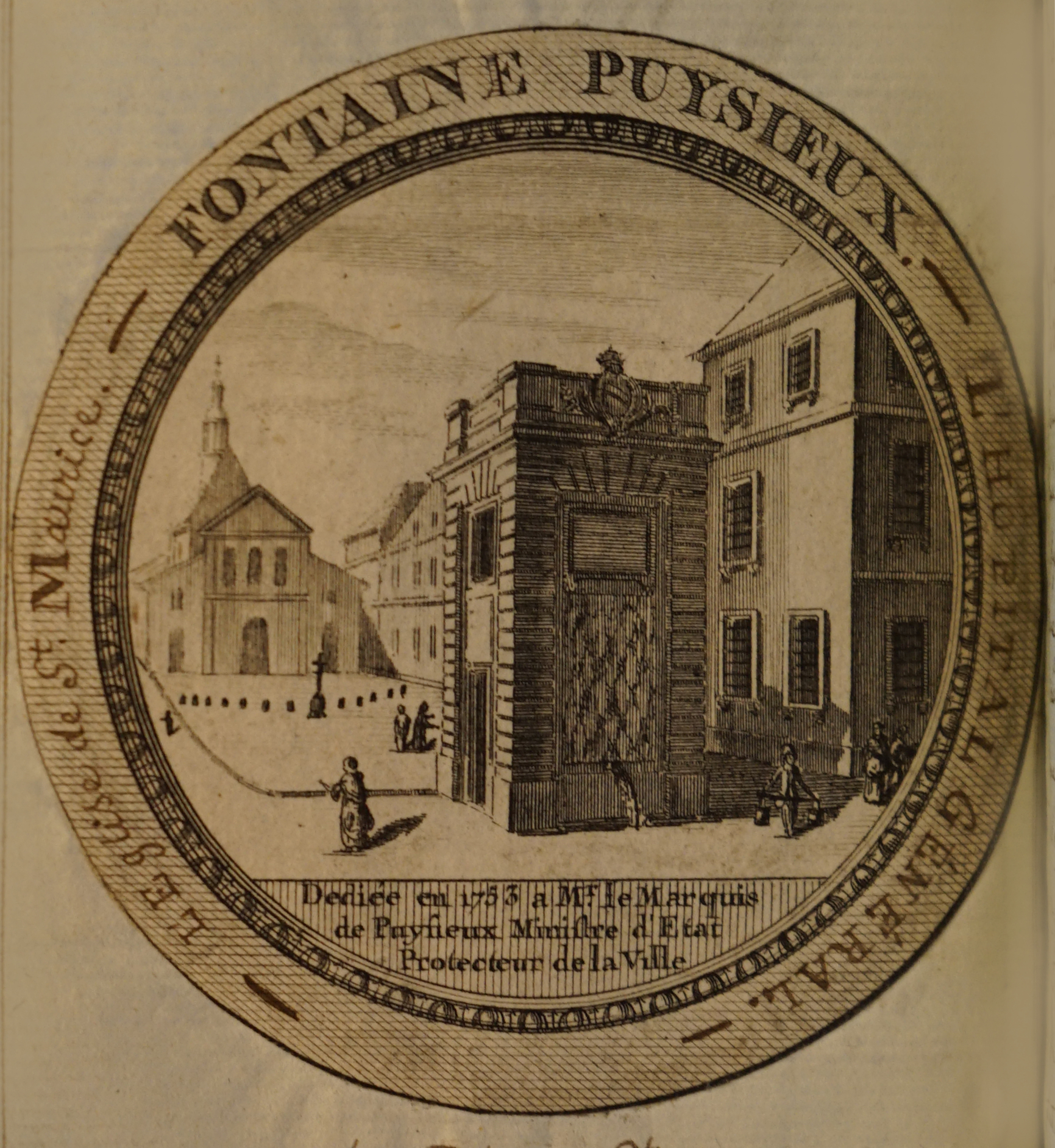
la place Museux début XIXe, la fontaine, le collège et l'église,
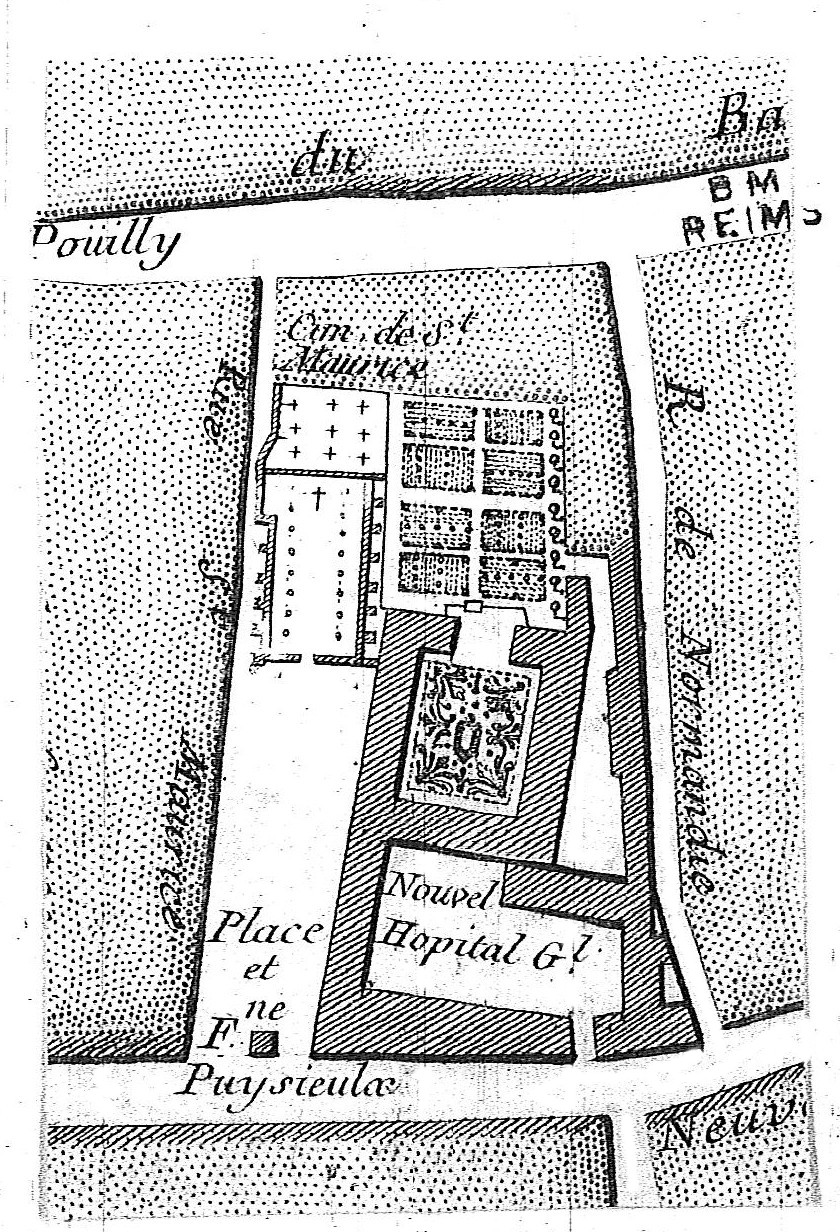
1845 avec le cimetière.

### Antiquité et Moyen Âge
Elle est consacrée à saint Maurice martyr. La tradition attribue  la fondation de l'église Saint-Maurice à Saint Martin en 385. Elle semble en effet, antérieure à la vie de Saint Remi mort en 532 si l'on en croit le testament de celui-ci qui évoque l'église. Le testament confirme également qu'une église se situe déjà à l'emplacement actuel de l'église, aujourd'hui la place Museux.
Au Moyen Âge, le site est occupé par un prieuré bénédictin dédié à saint Maurice, auquel se jouxte un cimetière du même nom. Raoul le Vert, évêque de Reims adjoint l'église au prieuré. Ce quartier se développe à cette époque, c'est ainsi que s'opère la jonction entre Reims et le quartier Saint-Remi. Elle avait une nef de six travées et des collatéraux ; la nef et le collatéral gauche étaient à la paroisse avec un autel à Sainte-Barbe. Le collatéral droit et le chevet étaient à l'usage du prieuré. En 1546 une chapelle à sainte-Anne en gothique flamboyant fut bâtie par les bénédictins.
En 1616 le prieuré est cédé aux Jésuites.

### L'époque moderne ou la période jésuite, une église plusieurs fois agrandie et reconstruite
En 1606, les Jésuites obtiennent l'autorisation de fonder un collège à Reims grâce à Nicolas Brûlart de Sillery qui l'obtient d'Henri IV. Les Jésuites s'installent alors à l'hôtel de Cerny, voisin du prieuré Saint Maurice et c'est en 1615 que ce dernier est acheté par les Jésuites pour l'extension des locaux de leur collège tout nouvellement acquis à la suite des dons des frères Brûlart, Nicolas et François qui était aumônier du roi. 
À la suite de l'acquisition, les Jésuites refont le chœur de l'église entre 1620 et 1622, alors que le clocher est détruit par le vent en 1670. Au début du XIXe siècle, l'église commandait de nombreux tableaux à Jean-Baptiste-Louis Germain, dont celui actuellement au chevet.

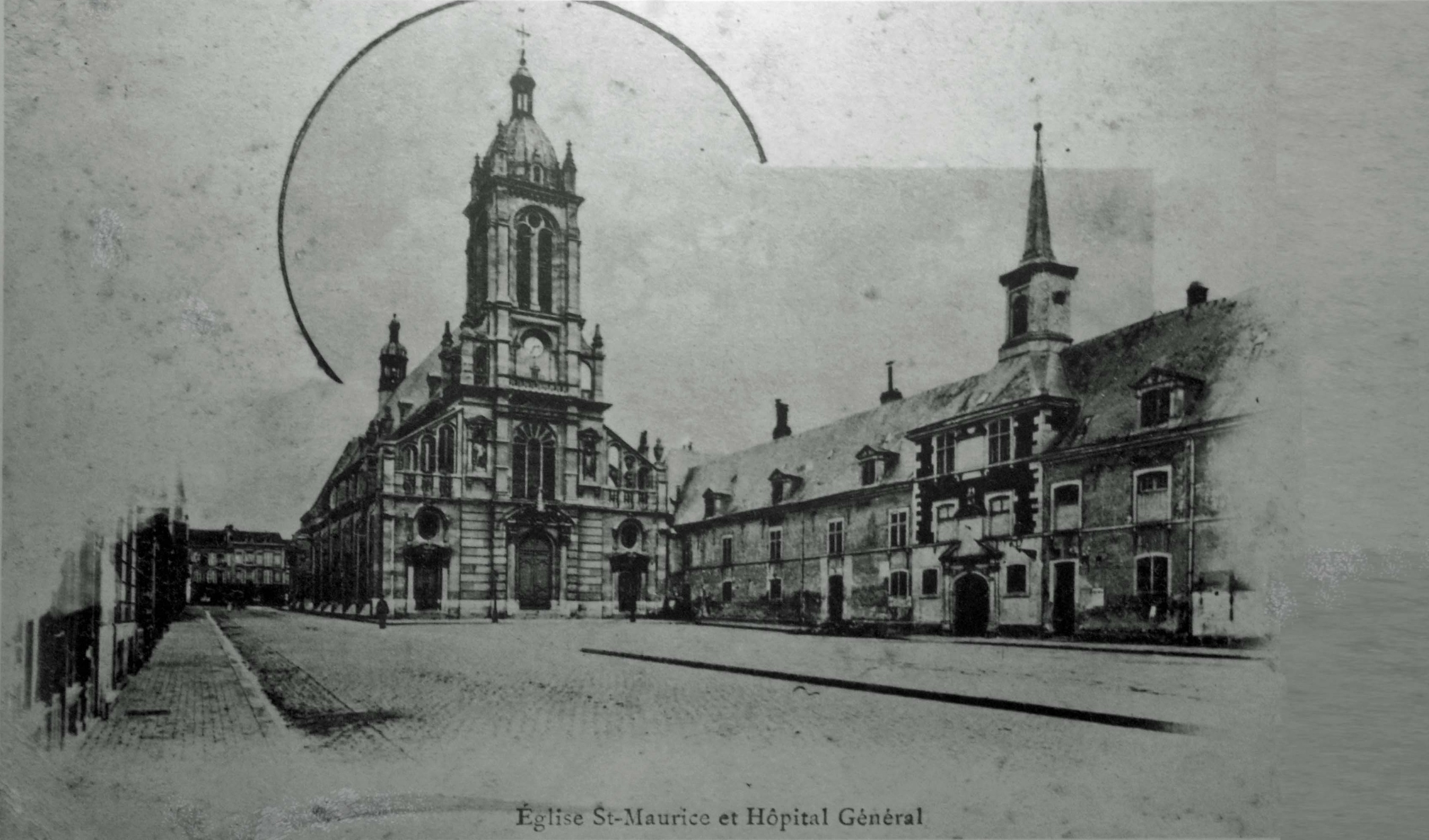
Carte postale représentant la place Museux avant 1942,
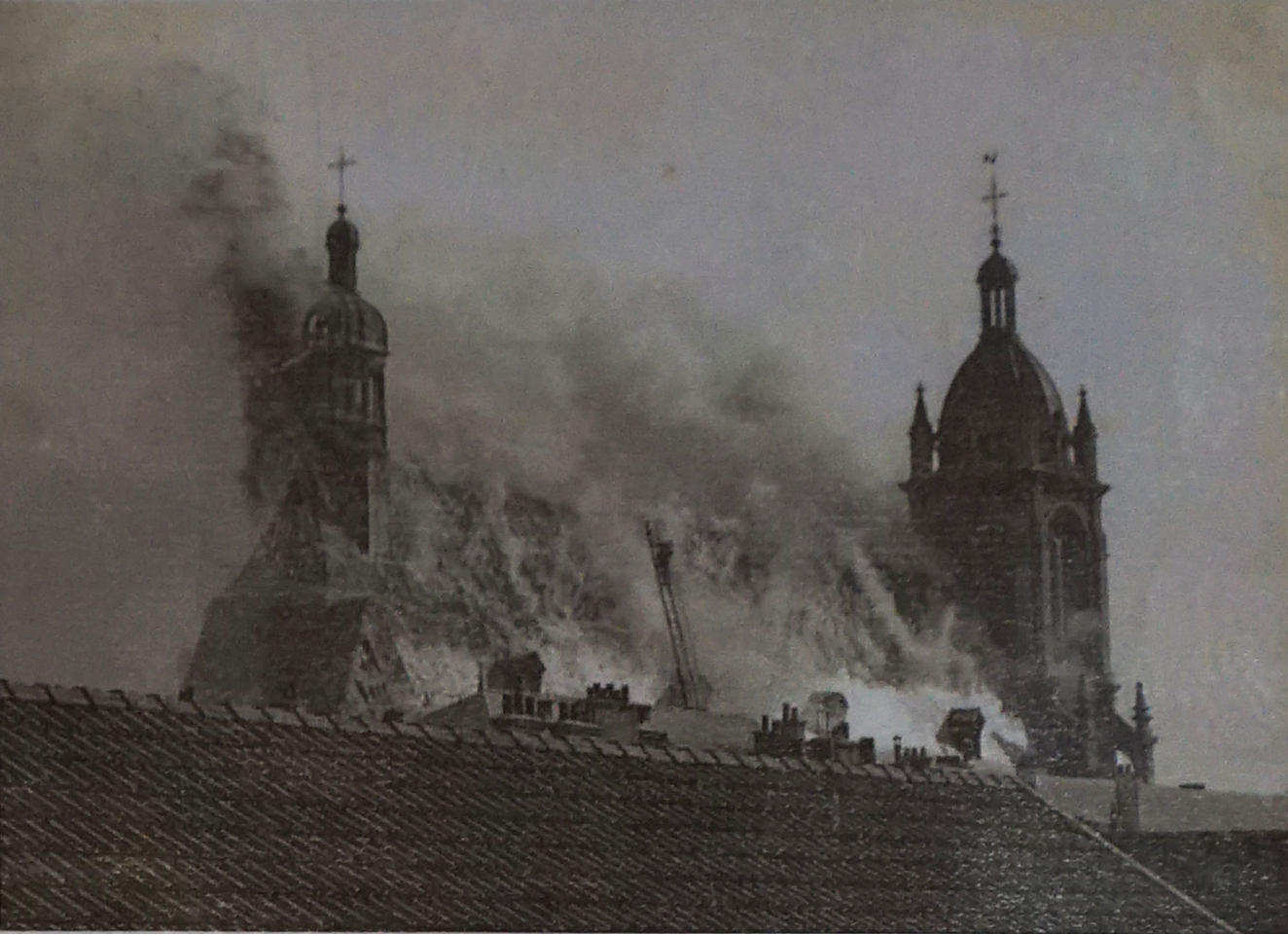
brûlant,
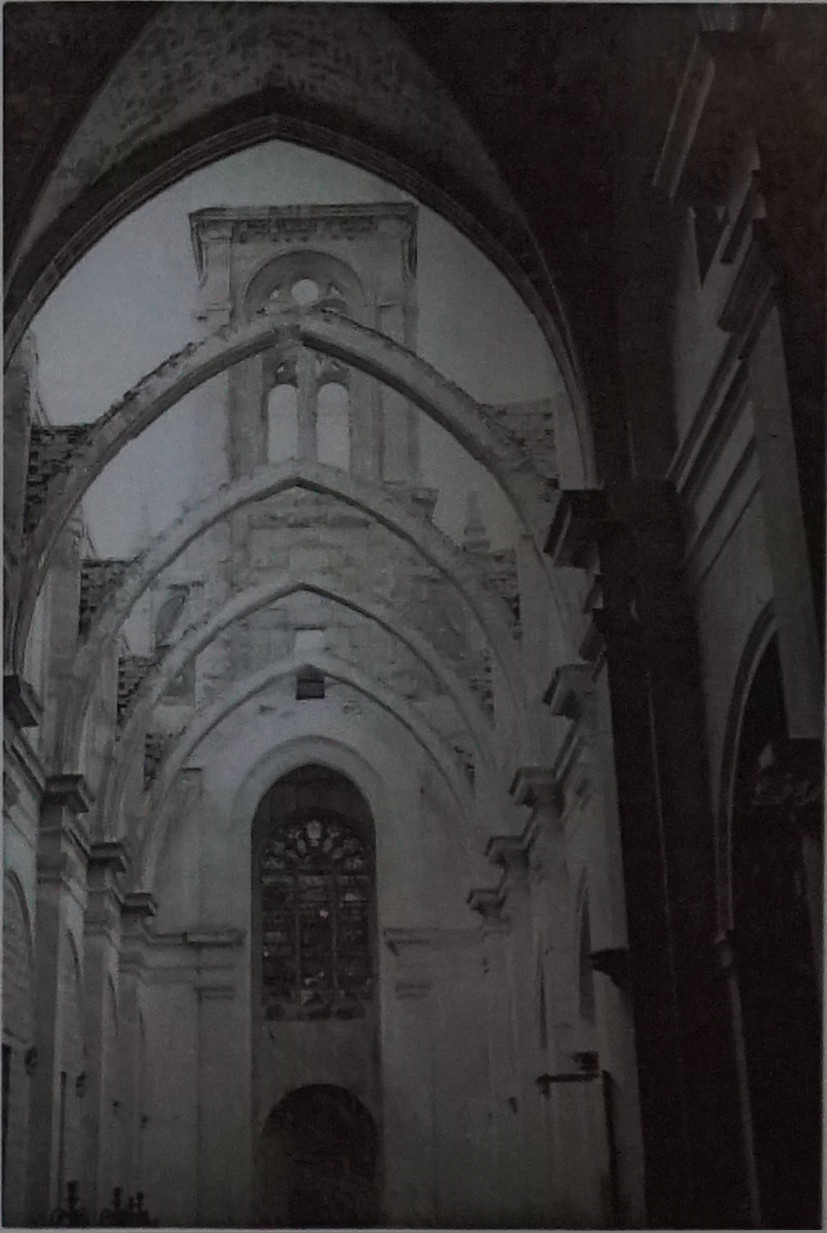
ruinée.

### Une reconstruction contemporaine
Ce n'est que près de deux siècles plus tard, que l'église est reconstruite. En 1871, l'église recouvre son clocher, en même temps que la nef et la façade sont refaites de 1867 à 1876 dans le style jésuite. 
Incendié en 1942, le clocher n'est pas reconstruit et l'église attendrai plus de dix années pour sa reconstruction. Un long dossier de dégâts de guerre étant instruit, la municipalité soutenant que les occupants y avaient mis le feu.

### Mécénat: Campagne de restauration de l'église Saint-Maurice 2016-2018
Une campagne de restauration a été lancée à la fin du mois de novembre 2016. La Ville de Reims, via sa mission mécénat et la Fondation du patrimoine fait appel aux dons des particuliers et des entreprises pour participer au financement de la restauration de la façade principale et de son vitrail. Après des travaux qui ont duré  deux ans,  l’église Saint-Maurice rénovée a été inaugurée le 18 décembre 2018.

### Les Grandes Orgues

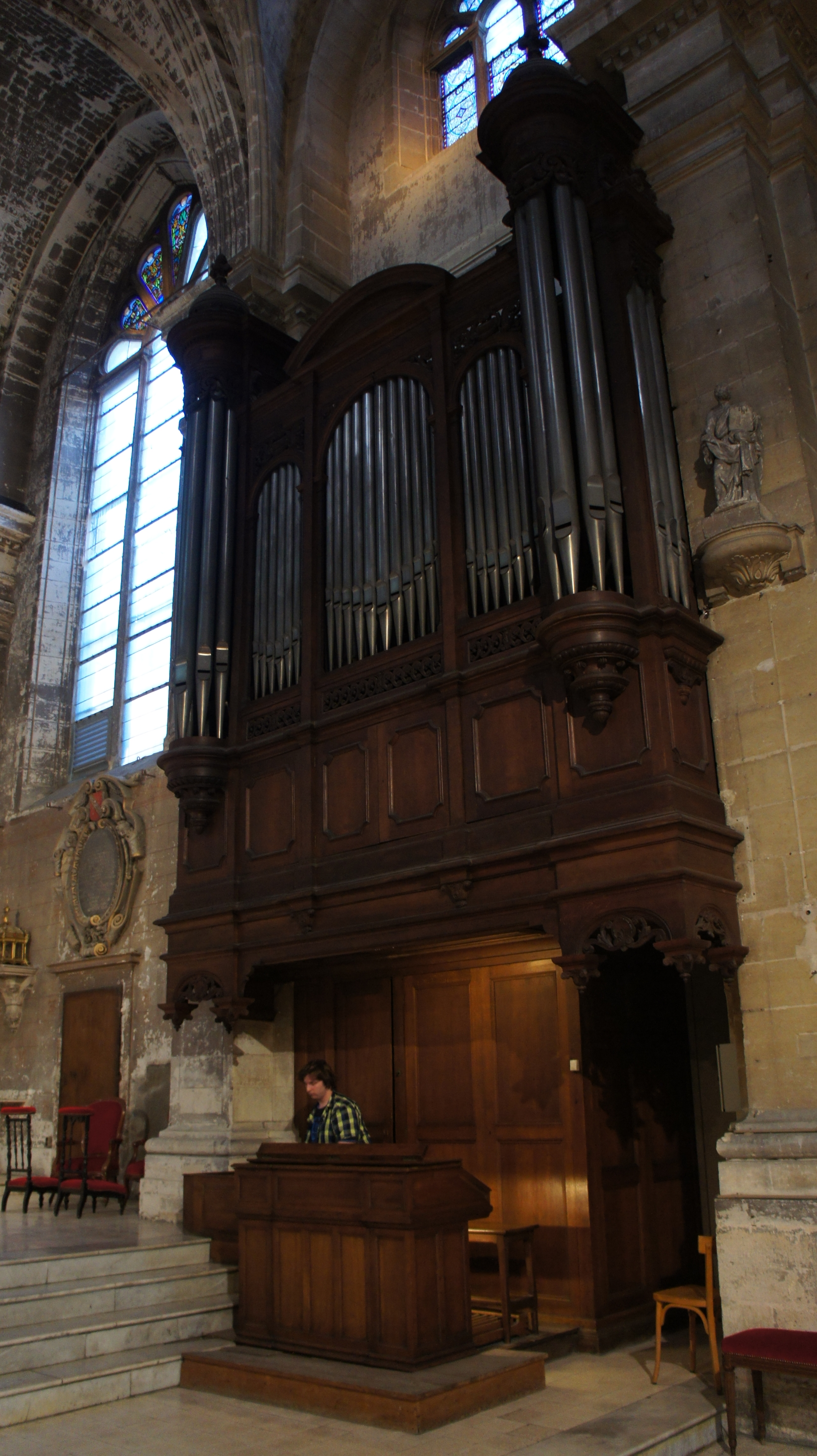
Orgues.

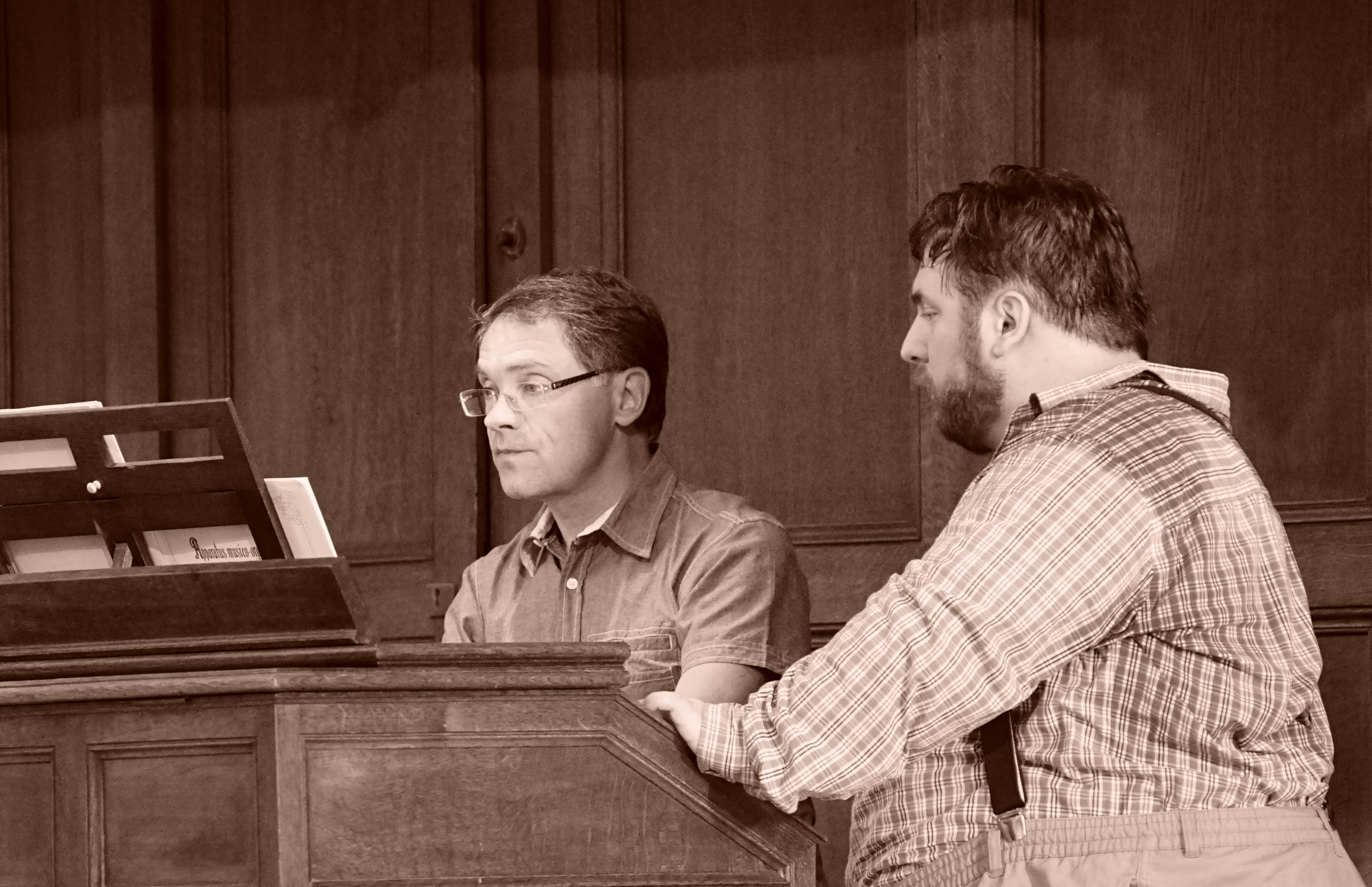
Les organistes.

L'église Saint-Maurice de Reims possède un Grand Orgue de chœur de style Symphonique construit par le fameux Aristide Cavaillé-Coll, en 1889 et Inauguré par Eugène GIGOUT, compositeur et organiste français, titulaire des Grandes Orgues CAVAILLE-COLL de l'église St Augustin à Paris (VIIIe arrondissement)
Cet orgue possède 20 Jeux (dont 16 réels) disposés sur 2 claviers et Pédalier.
Il est classé au titre des Monuments Historiques en Janvier 1981 .

#### Composition Originale de 1889
| I - GRAND ORGUE     | II - RECIT EXPRESSIF | PEDALE       |
| ------------------- | -------------------- | ------------ |
| Bourdon 16'         | Flûte Traversière 8' | Soubasse 16' |
| Montre 8            | Viole de Gambe 8'    | Basse 8'     |
| Bourdon 8'          | Voix Céleste 8'      | Flûte 8'     |
| Flûte Harmonique 8' | Flûte Octaviante 4'  | Basson 16'   |
| Salicional 8'       | Basson 16'           |              |
| Prestant 4'         | Trompette 8'         |              |
| Flûte Douce 4'      | Basson-Hautbois 8'   |              |
| Doublette 2         | Clairon 4'           |              |

À la suite de l'incendie du 3 mai 1942, l'église resta plus de 20 ans à ciel ouvert. L'orgue a cependant été recouvert d'une bâche, ce qui ne l'a pas empêché de se dégrader.
En 1966 une "restauration" s'effectue par le facteur d'orgues parisien Erwin MULLER. Elle s'effectue en 8 ans, l'orgue est alors inauguré par Arsène MUZERELLE, organiste titulaire des Grandes Orgues ABBEY-GONZALEZ de la Cathédrale Notre Dame de Reims.

#### Composition de 1973
| I - GRAND ORGUE    | II - RECIT EXPRESSIF | PEDALE       |
| ------------------ | -------------------- | ------------ |
| Bourdon 16'        | Flûte traversière 8' | Soubasse 16' |
| Montre 8'          | Gambe 8'             | Basse 8'     |
| Bourdon 8'         | Voix Céleste 8'      | Flûte 8'     |
| Principal Flûté 8' | Flûte Octaviante 4'  | Bombarde 16' |
| Plein Jeu IV       | Bombarde 16'         |              |
| Prestant 4'        | Trompette 8'         |              |
| Flûte 4'           | Basson-Hautbois 8'   |              |
| Doublette 2'       | Clairon 4'           |              |

Les modifications dans l'instrument par Erwin MULLER (1966-1973) :
- "Principal Flûté" 8' au Grand Orgue : Sur le tirant de Flûte Harmonique 8', nous avons en réalité le Salicional dont les tuyaux ont été coupés, rognés pour les élargir, afin de ressembler à une Flûte Harmonique.

- Le Salicional du Grand Orgue a été remplacé par un Plein Jeu IV rangs de type Baroque.
- La Flûte Harmonique 8' du Grand Orgue a disparu.
- La Flûte Douce 4' du Grand-Orgue a été ré-harmonisée, elle est plus perçante dans les aigus.
- La Viole de Gambe du Récit a été retouchée.
- Le Basson 16' du Récit a été remplacé par une Bombarde 16'.
- Le Trémolo du Récit a été retiré.

#### État actuel de l'instrument
L'état actuel de l'orgue est moyen. Il est jouable, mais les jeux d'anches (Bombarde, Trompette, Basson-Hautbois, Clairon) sont frappés par la lèpre du plomb : les anches s'oxydent, créent une matière blanchâtre. L'accorder n'est plus possible à cause de la poussière et autres crasses qui ont endommagé les tuyaux. En plus de sa transformation néo-classique dans les années 1960, cet instrument, le seul Cavaillé-Coll de Reims, et aussi classé, mérite grandement une restauration. L'association Les Amis du Patrimoine de Saint-Maurice (anciennement : Les Amis de l'Orgue Cavaillé-Coll de l'église Saint-Maurice de Reims) milite pour la conservation et la restauration de l'église et de ses biens.

## Le Plus Grand Musée de France - campagne de restauration
Le Plus Grand Musée de France est une campagne créée par La Sauvegarde de l’Art Français en 2013. 
Le Plus Grand Musée de France est une initiative partie d’un constat très simple : les communes de France sont riches de milliers d’objets d’art souvent méconnus. L’ensemble de ces trésors constitue le plus grand musée de France. La plupart de ces œuvres se trouvent dans les églises et les chapelles des communes. Elles ne sont cependant pas toujours mises en valeur, et nécessitent souvent une restauration. L’objectif du Plus Grand Musée de France est donc de repérer ces œuvres et de chercher du mécénat pour permettre leur restauration, afin qu’elles puissent à nouveau être exposées. Cette campagne vise à faire connaître le patrimoine et son intérêt au grand public, tout en donnant envie d’aller le voir et de le partager.
C’est dans ce contexte que les étudiants du campus de Sciences po à Reims ont jeté leur dévolu sur un tableau intitulé «L’incendie de la cathédrale de Reims», peint en 1914 par Jean Enders, qu’ils ont découvert dans l’église Saint-Maurice attenante à leur campus qui se trouve être l’ancien collège des Jésuites. Ce tableau, peint quelques jours après l’évènement tragique qui a marqué le martyre de la ville de Reims est touchant par son histoire très riche. L’église Saint-Maurice a elle aussi beaucoup d’histoires à révéler et recèle de trésors de l’art religieux. Son histoire est particulièrement liée à celle de l’ancien collège des Jésuites. 

## Galerie des extérieurs de l'église

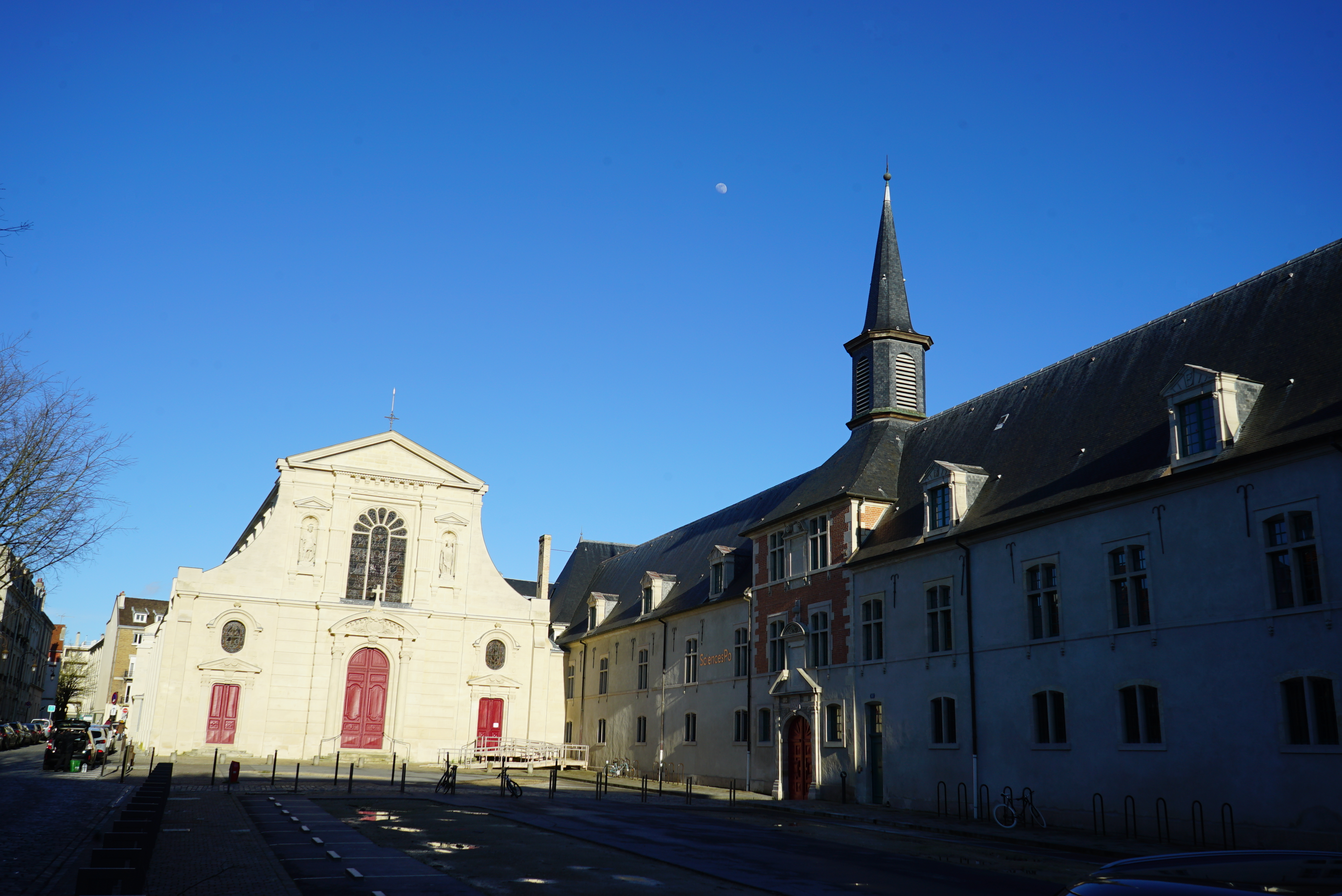
La façade rénovée,
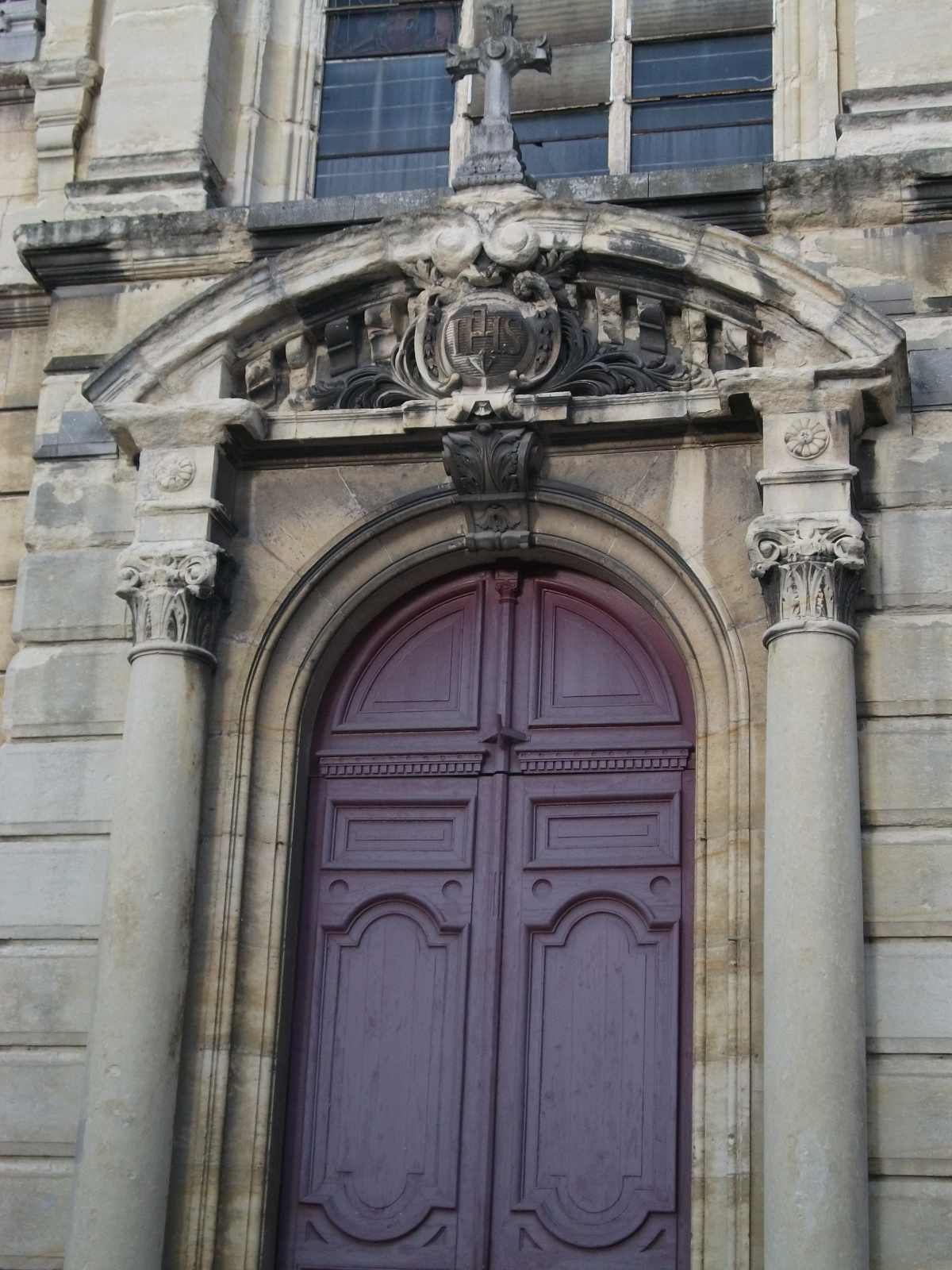
Porte d'entrée,
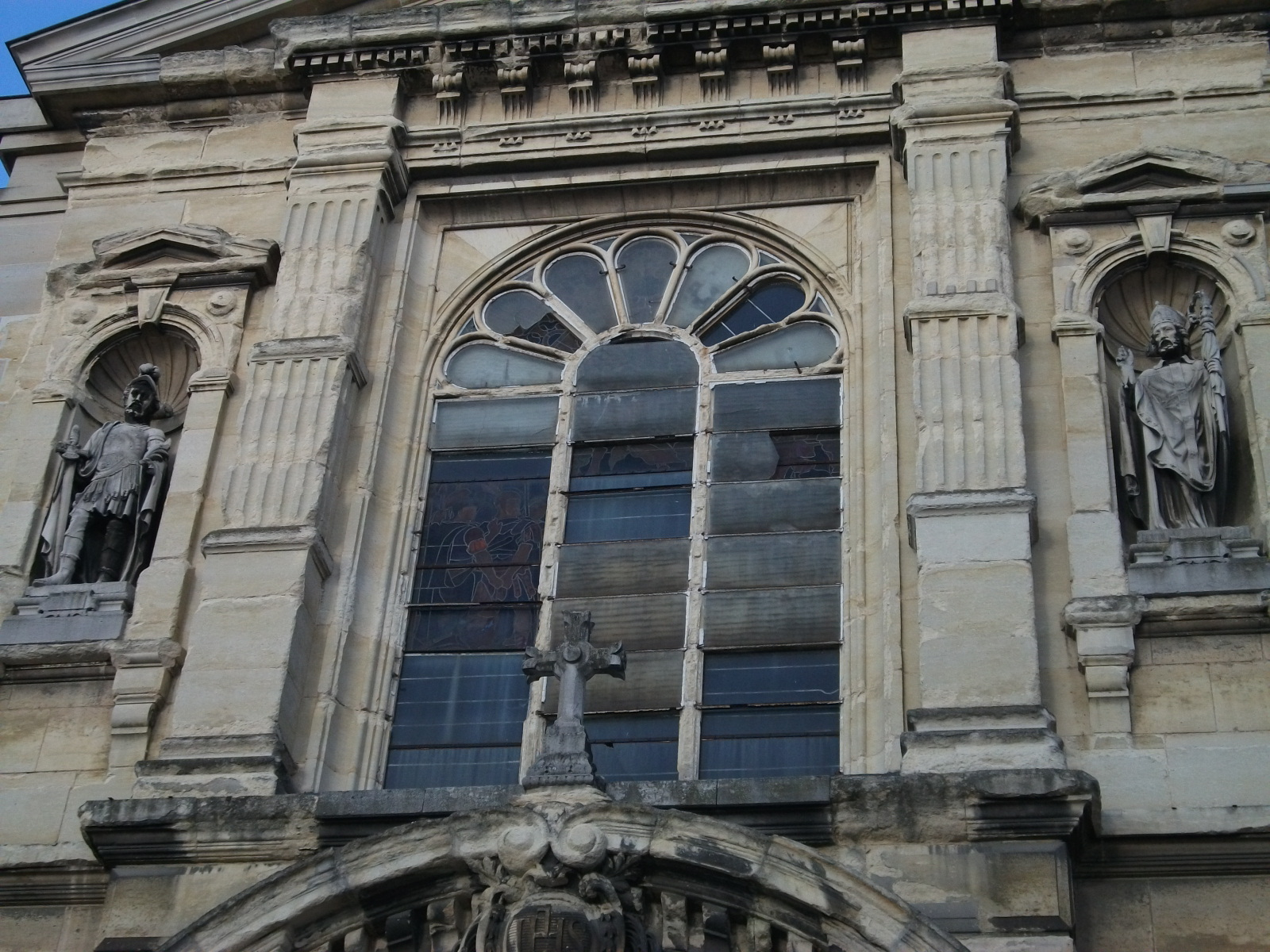
Vitrail central de la façade et statues,
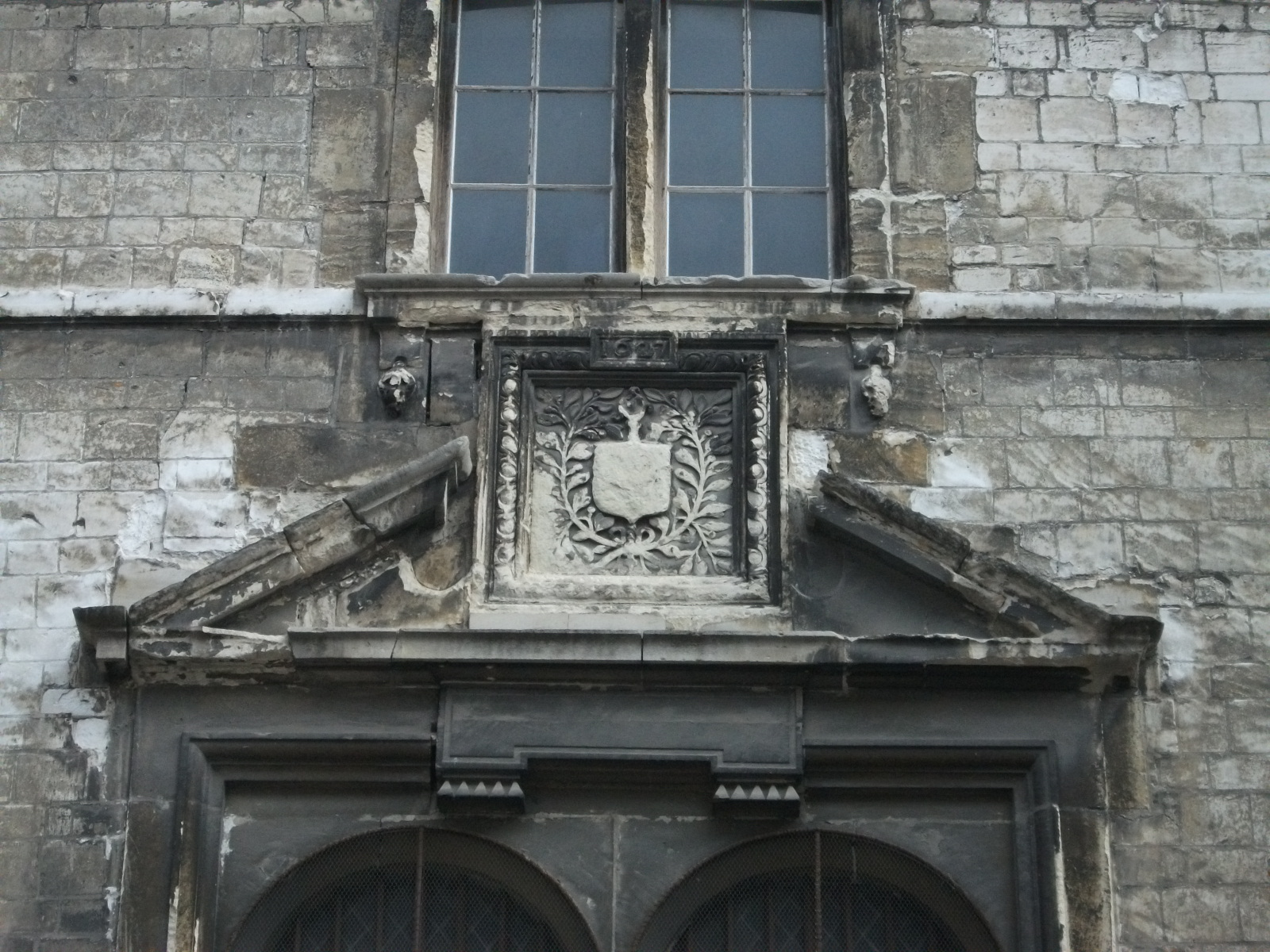
Sacristie vue de l'extérieur,
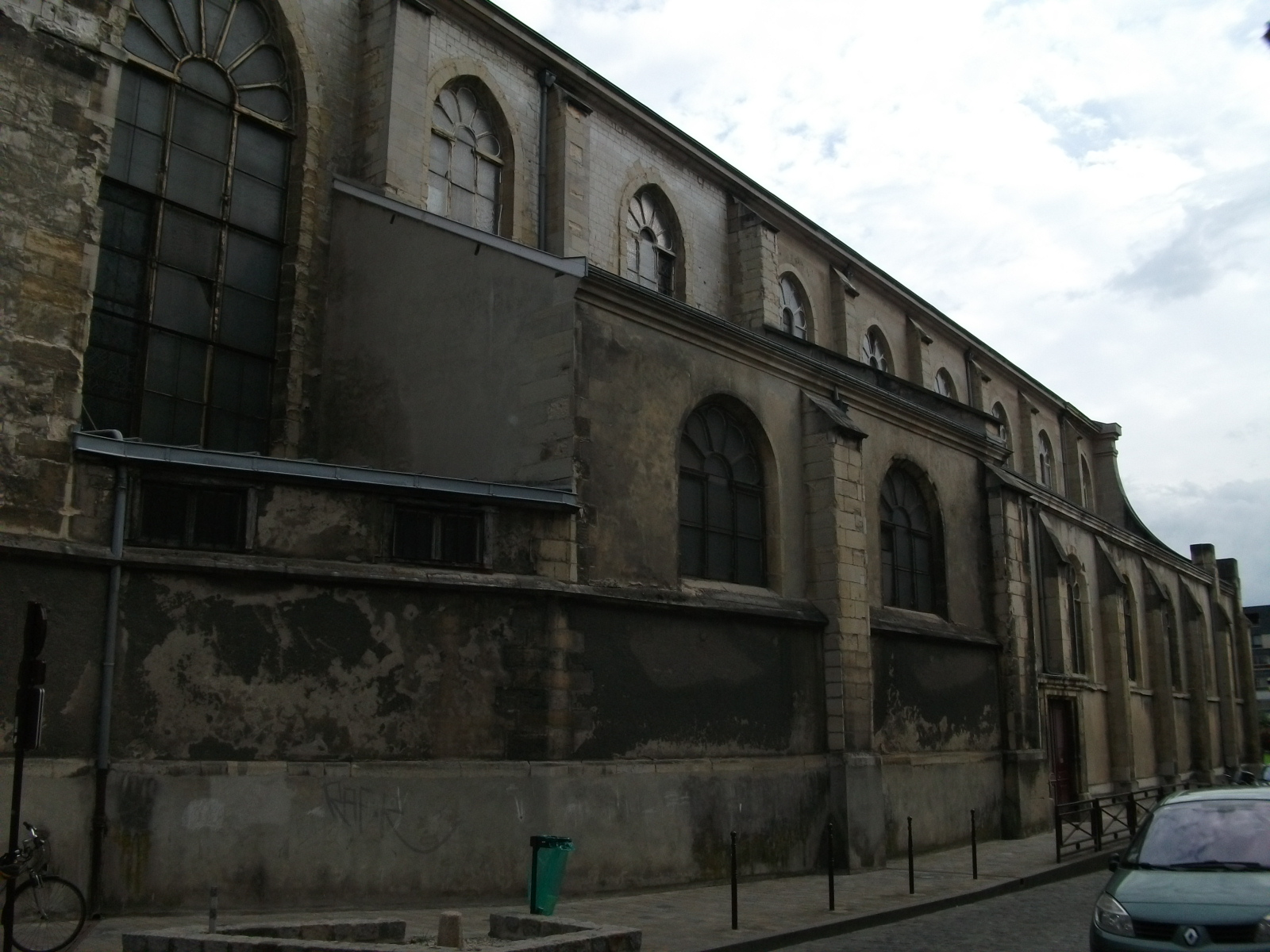
Vue de l'église depuis la rue Saint-Maurice.

## Galerie des intérieurs de l'église
Après la transformation de l'église en lieu de stockage lors de la Révolution française, elle est rendue au culte et la fabrique acquiert de nouvelles stalles et du mobilier issu des églises ou couvents qui ont été vendus comme biens nationaux.

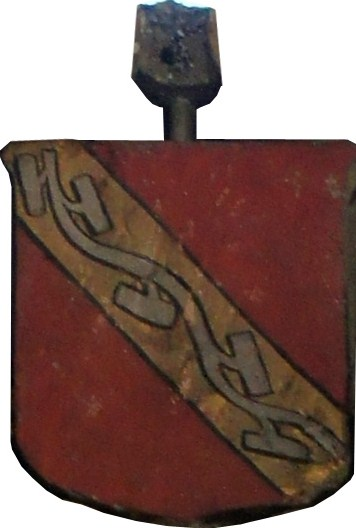
Blason de Brûlart de Sillery
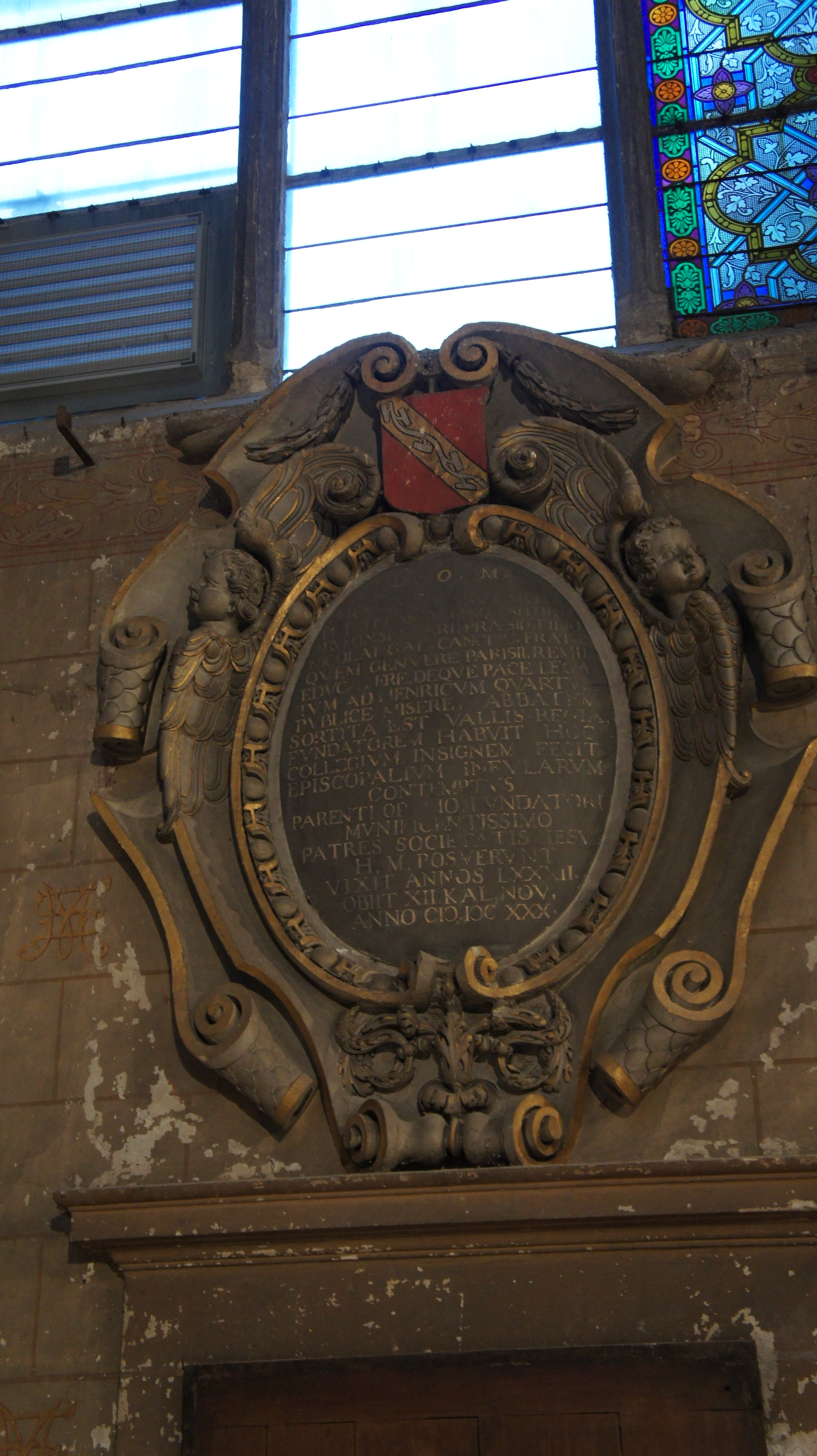
Blason de Brûlart de Sillery
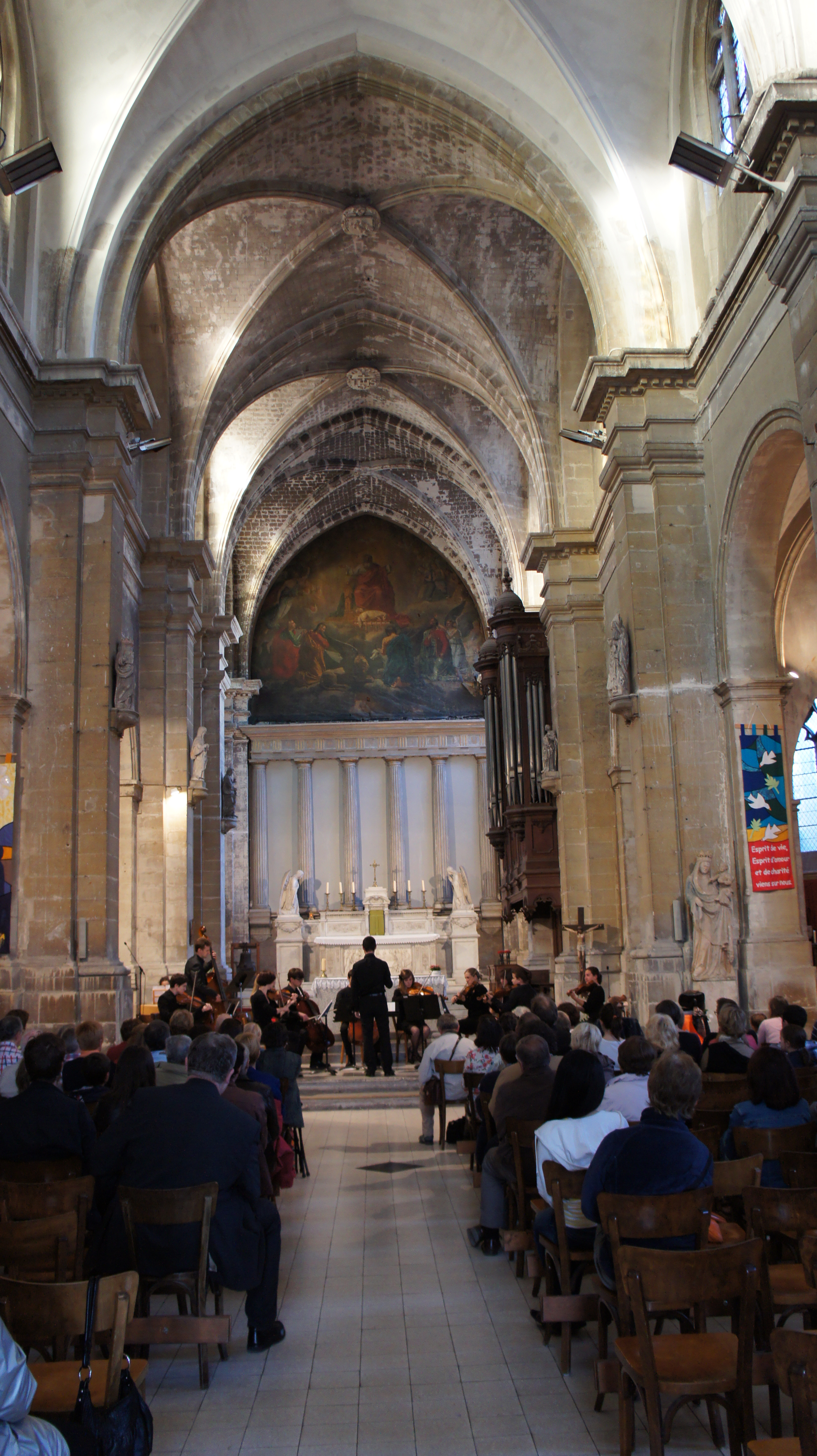
Vue de la nef
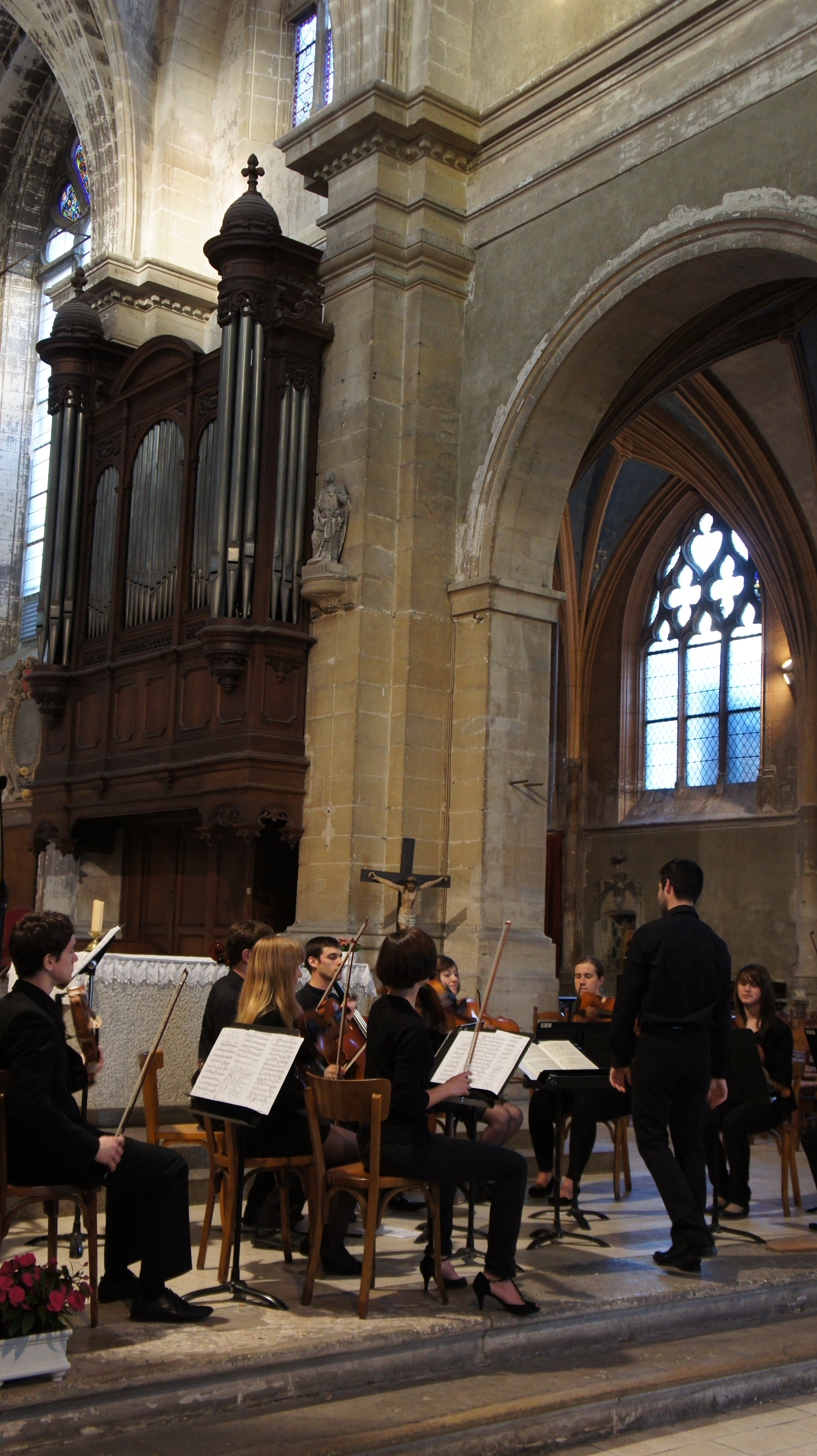
Concert devant les orgues
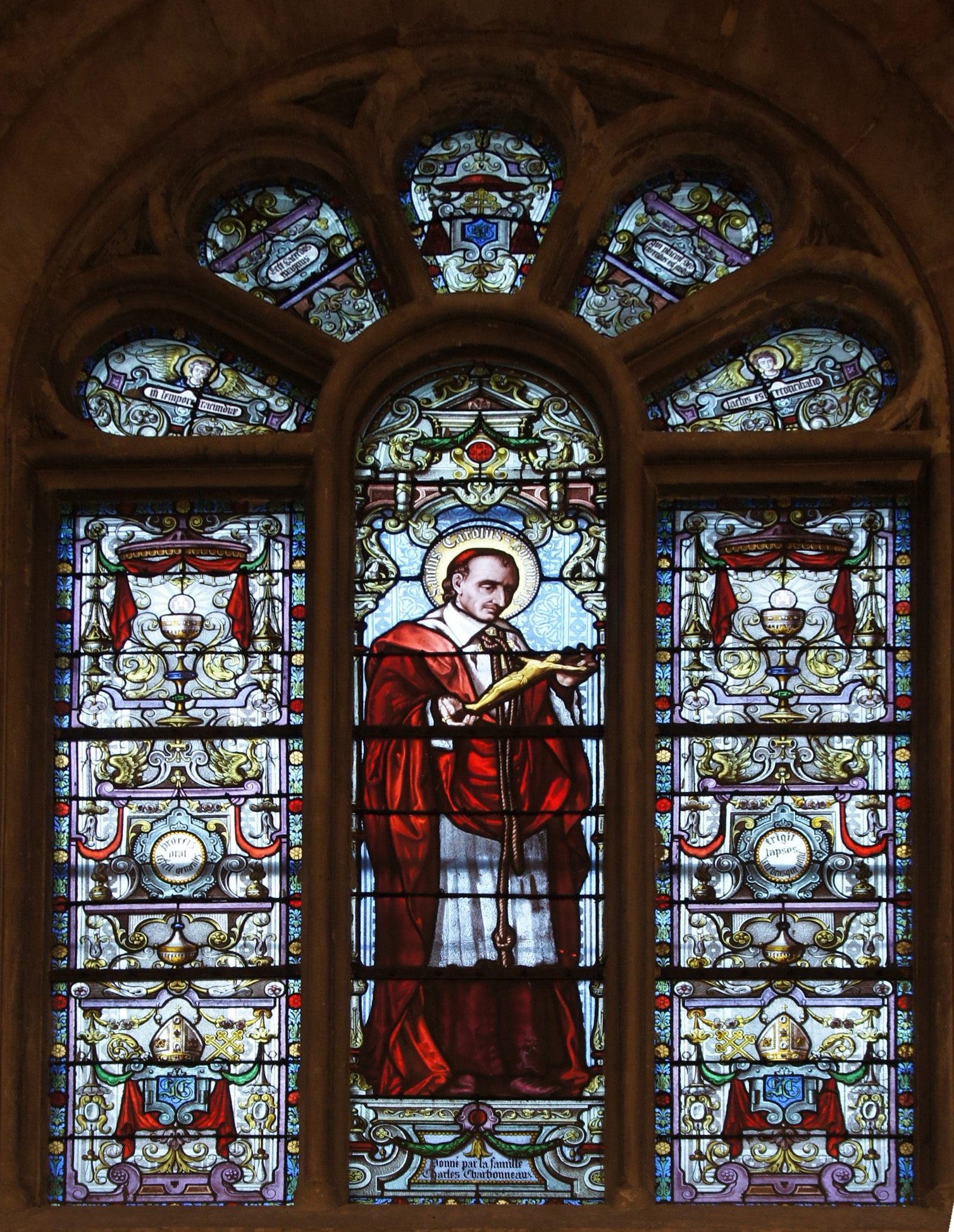
Charles Borromée
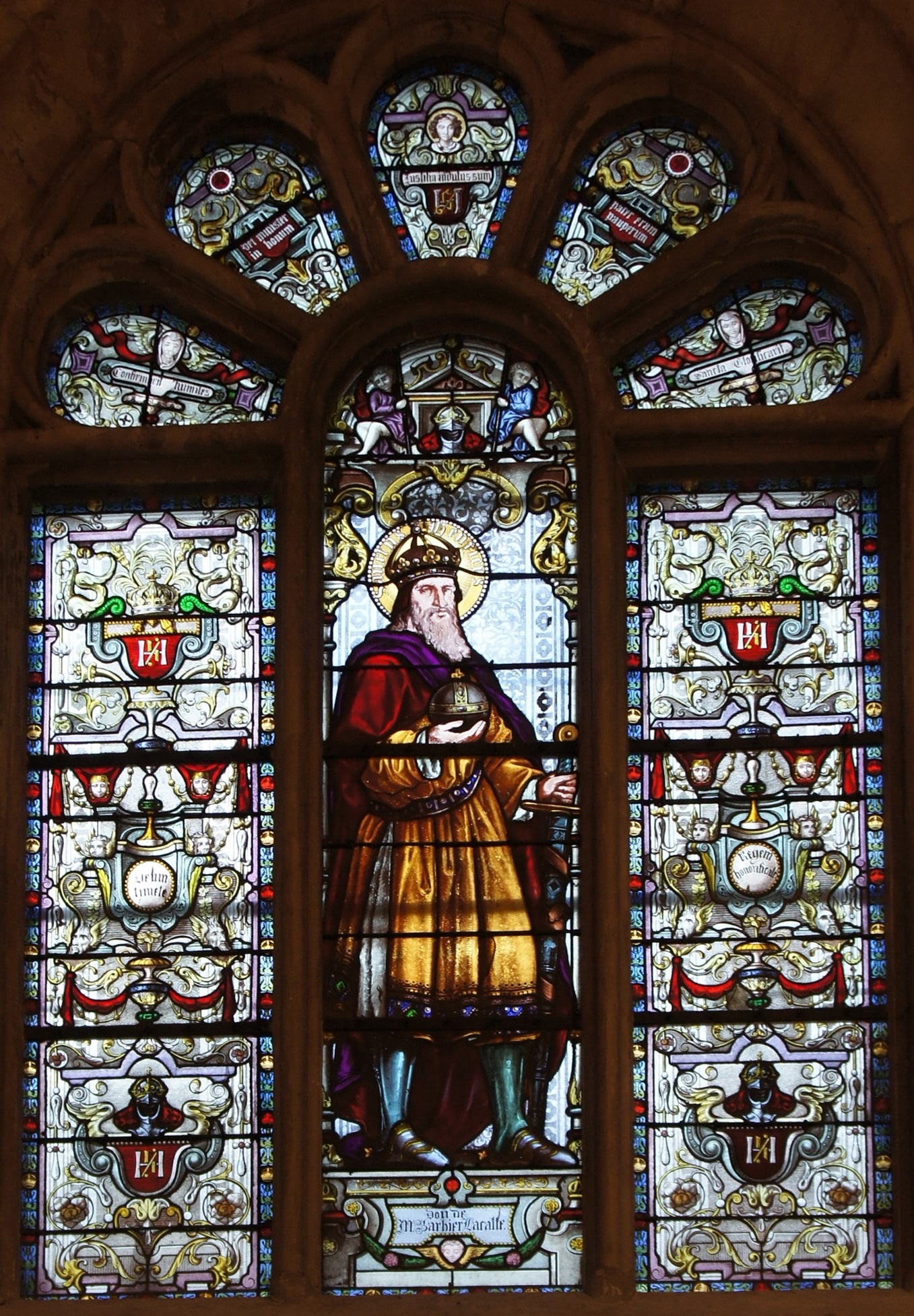
Henri IV
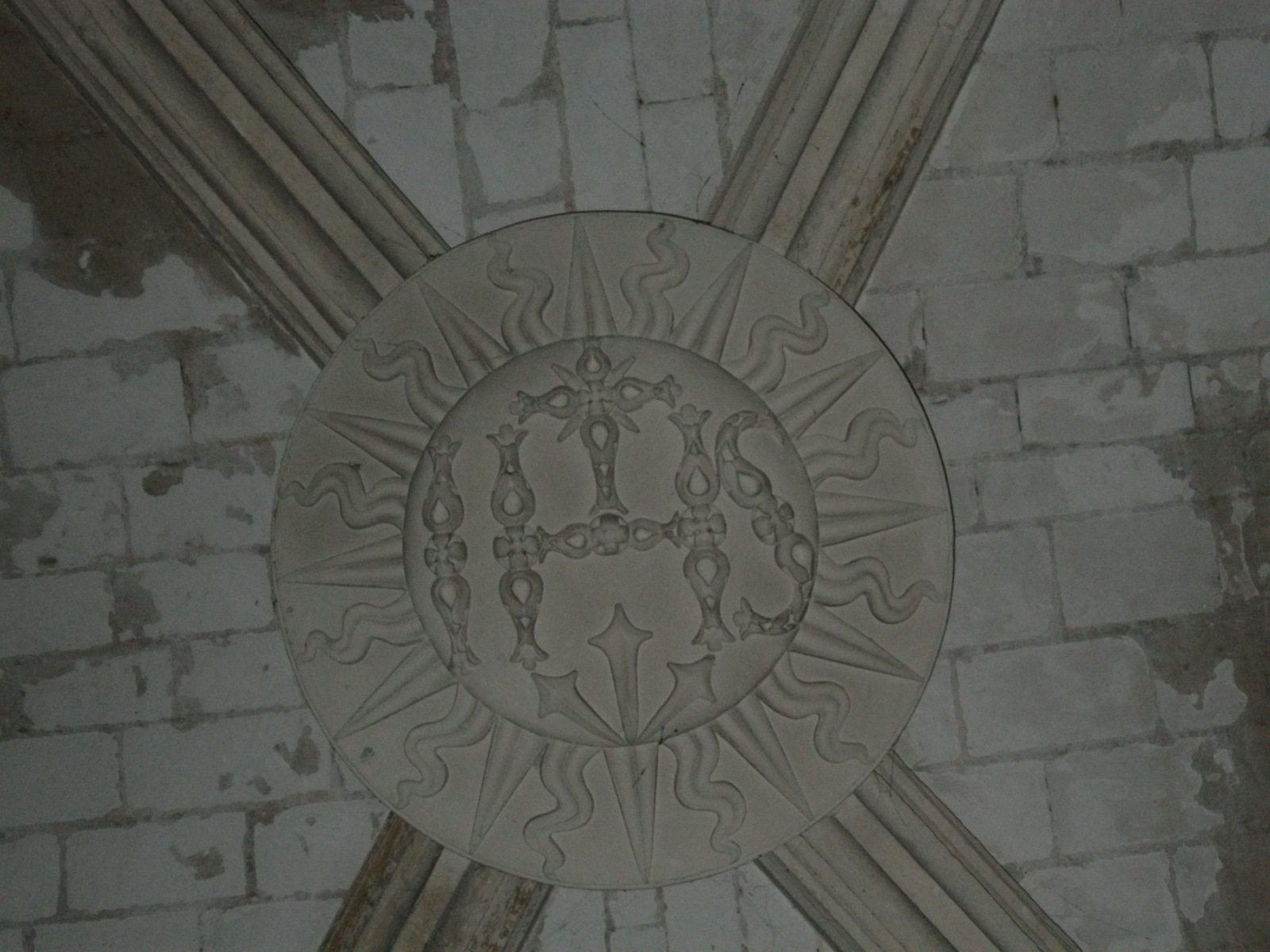
Sacristie
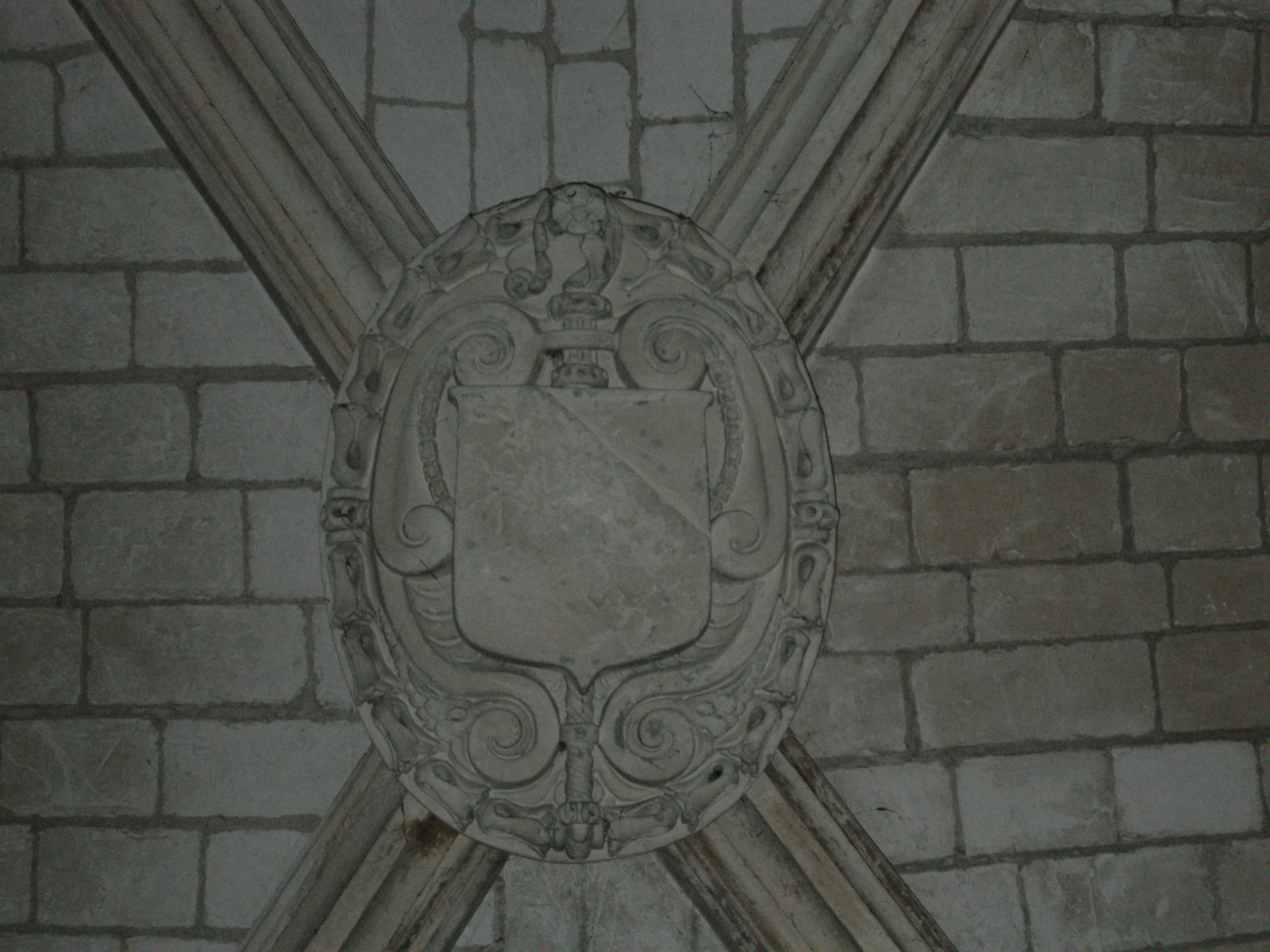
Sacristie

Un certain nombre sont classés par Les Monuments historiques. Et parmi les statues, un Christ de Pitié polychrome.

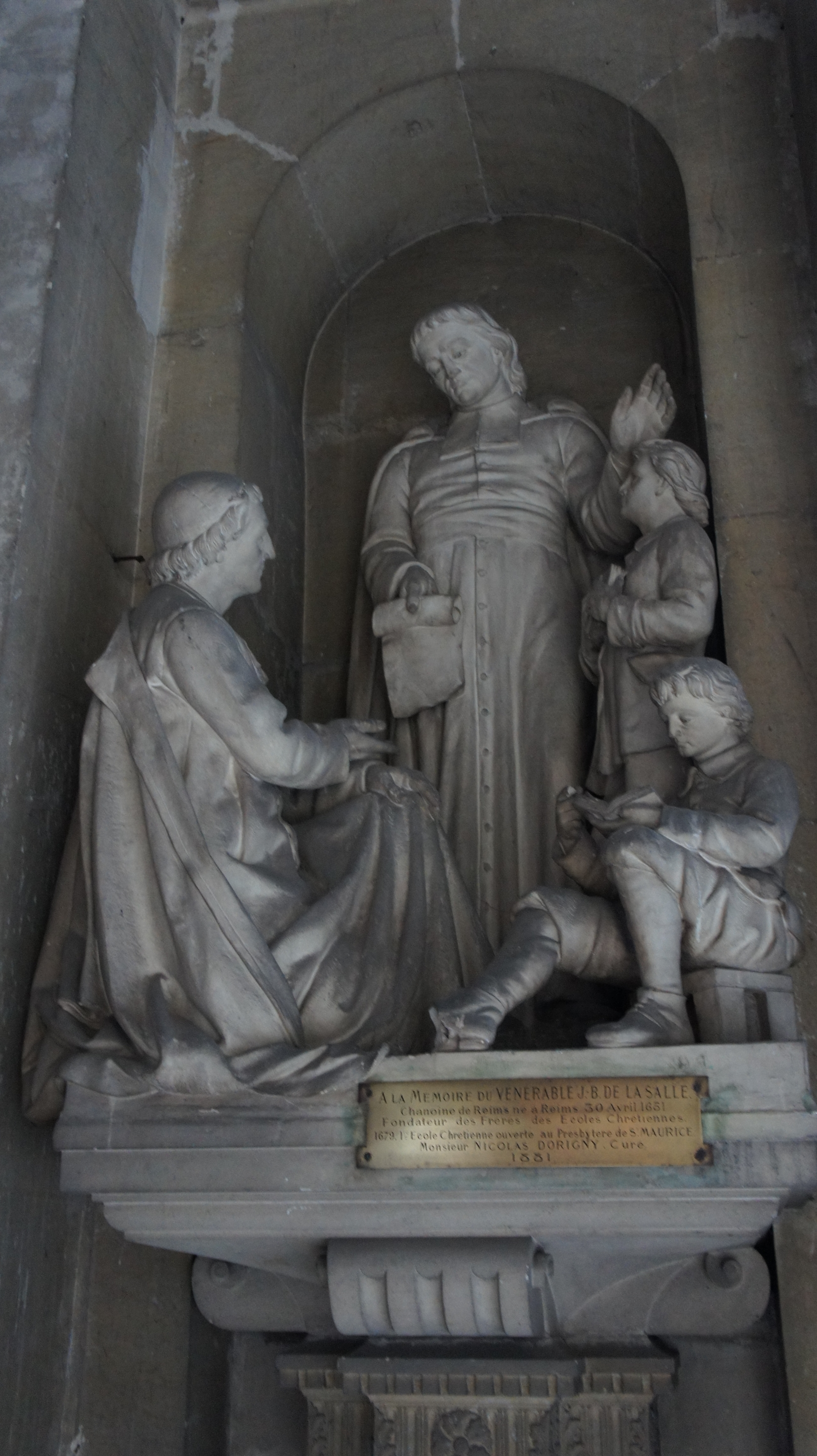
Jean-Baptiste de la Salle
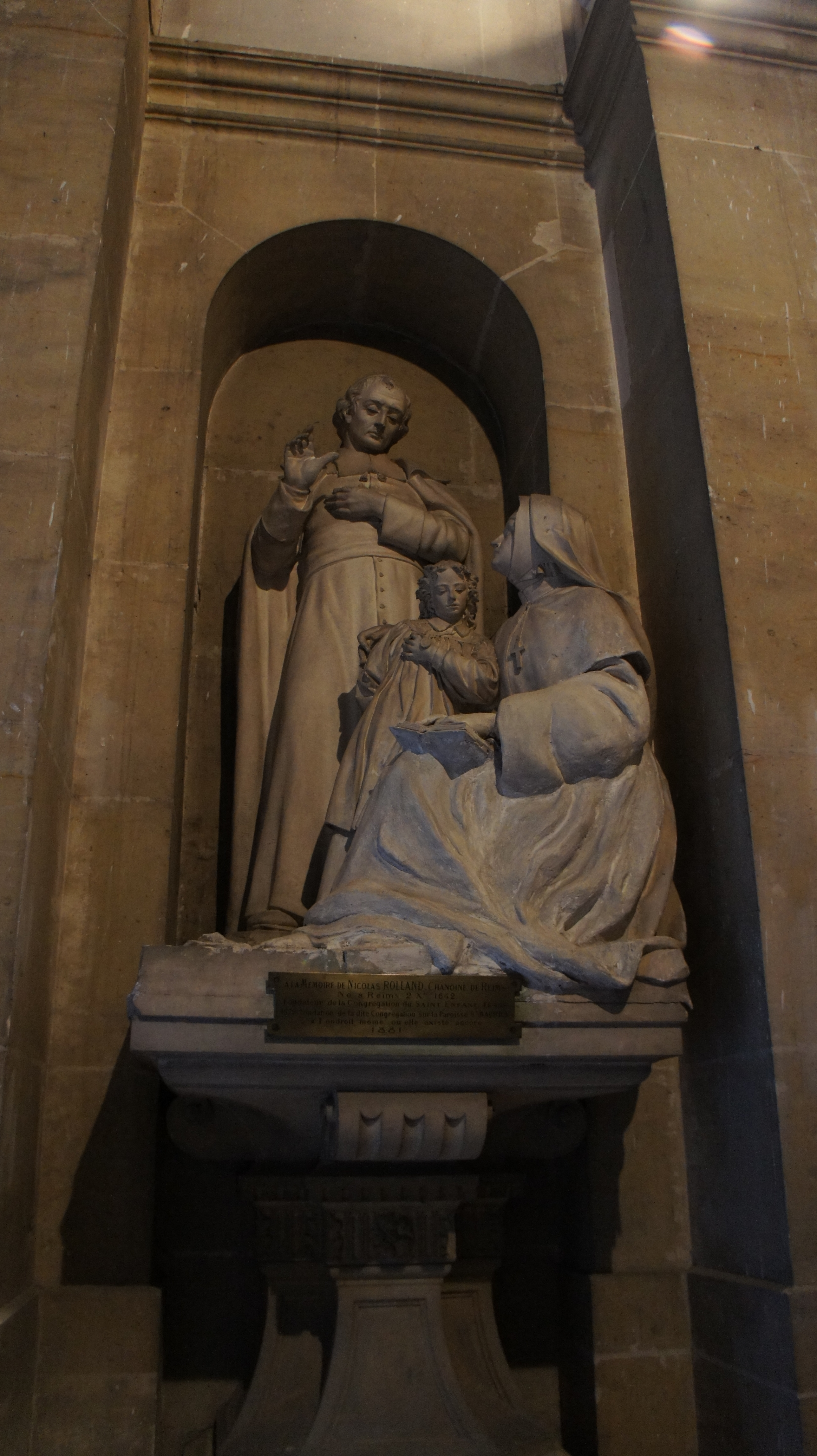
Nicolas Roland
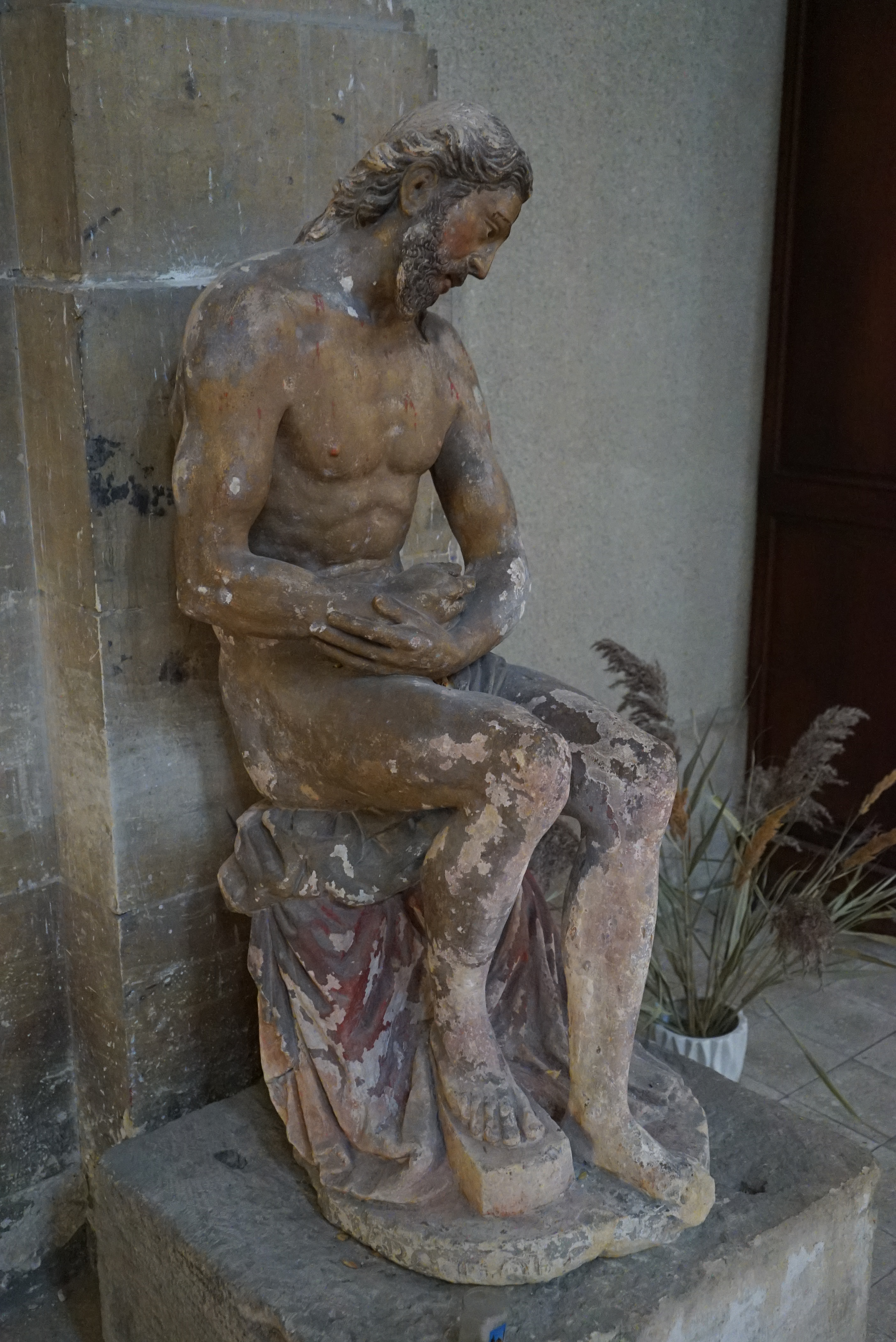
Classé,
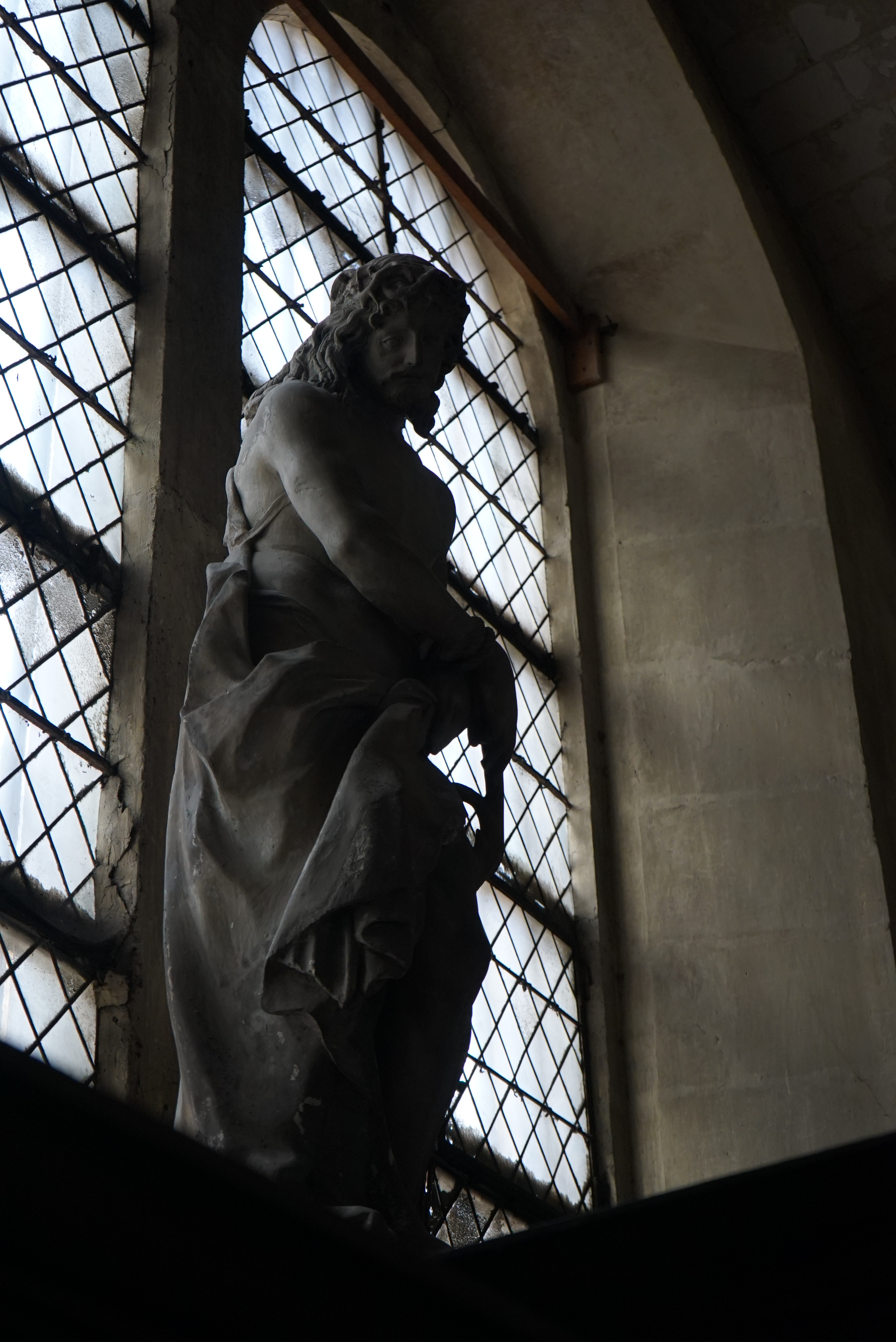
en la sacristie

## Galerie des peintures

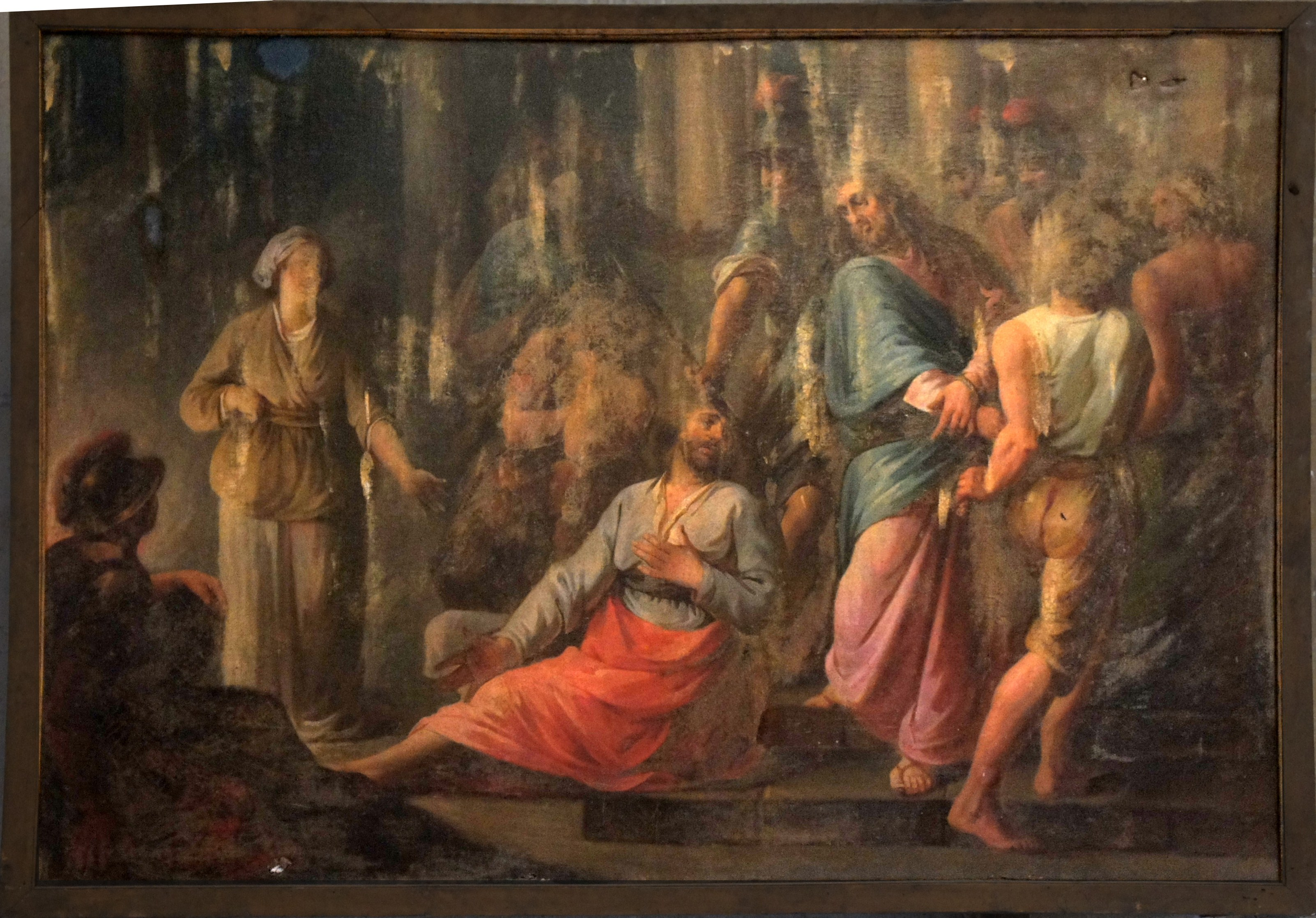
Vocation de st Pierre, par Nicolas Perseval
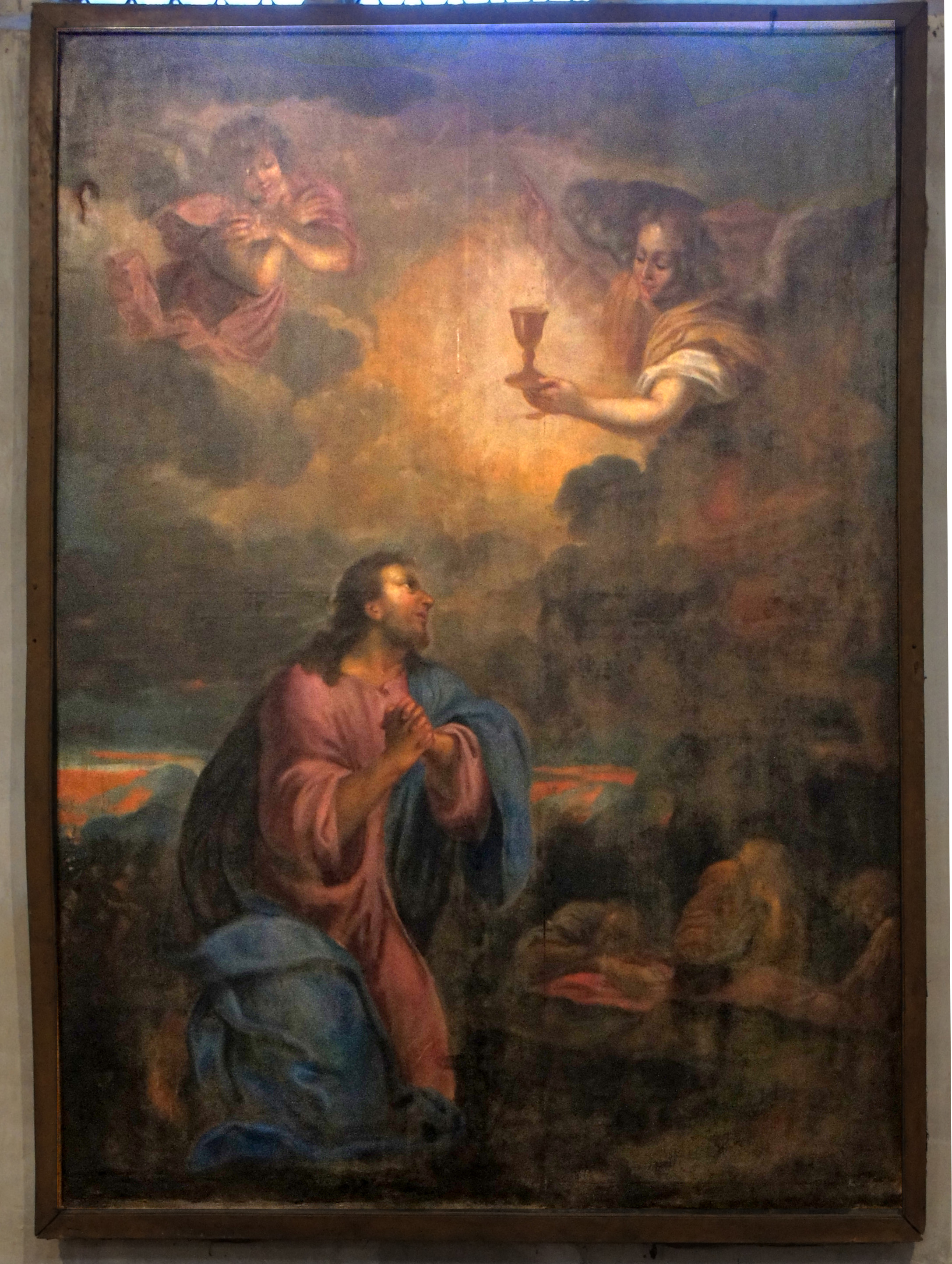
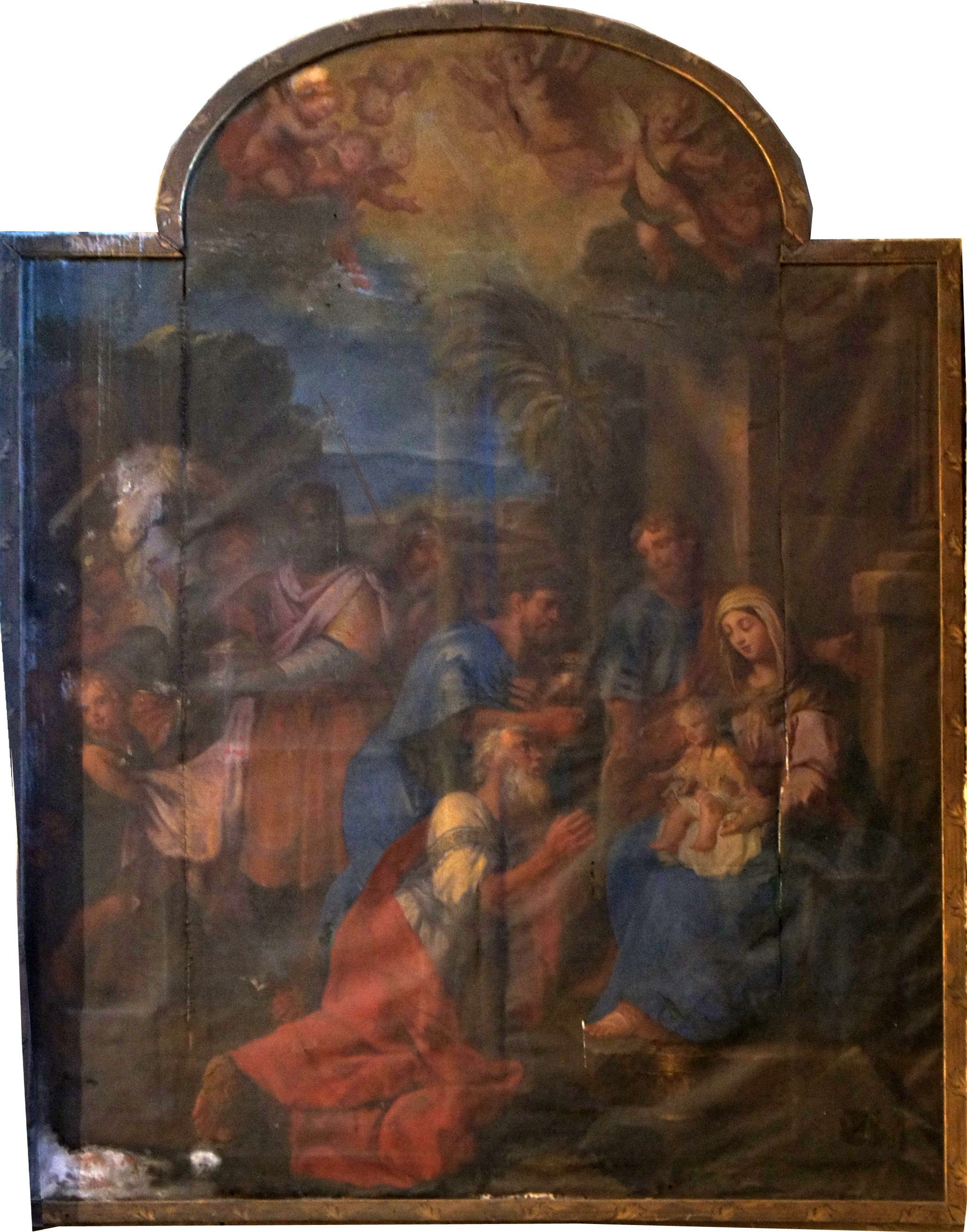
Adoration des bergers, par Gautier
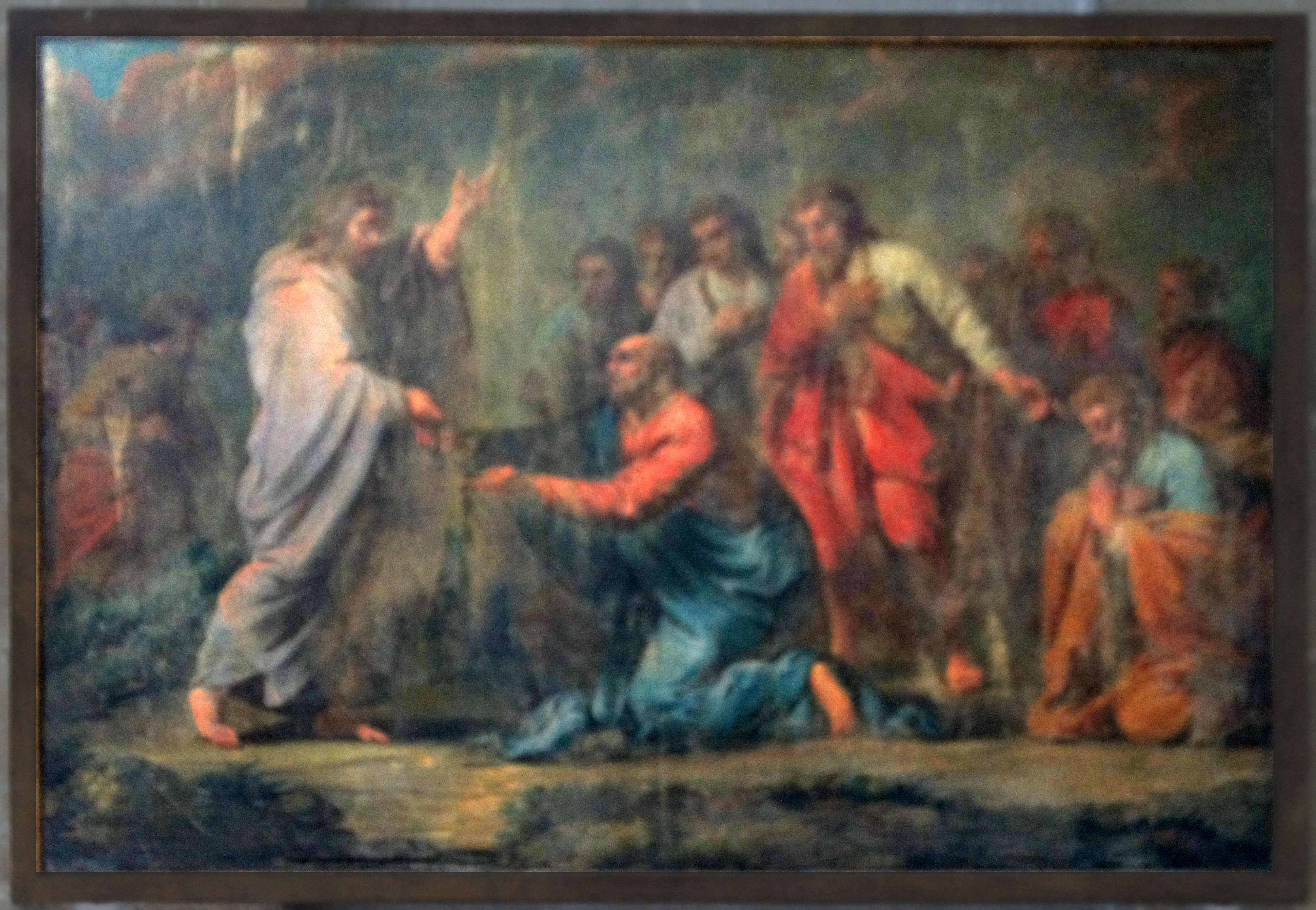
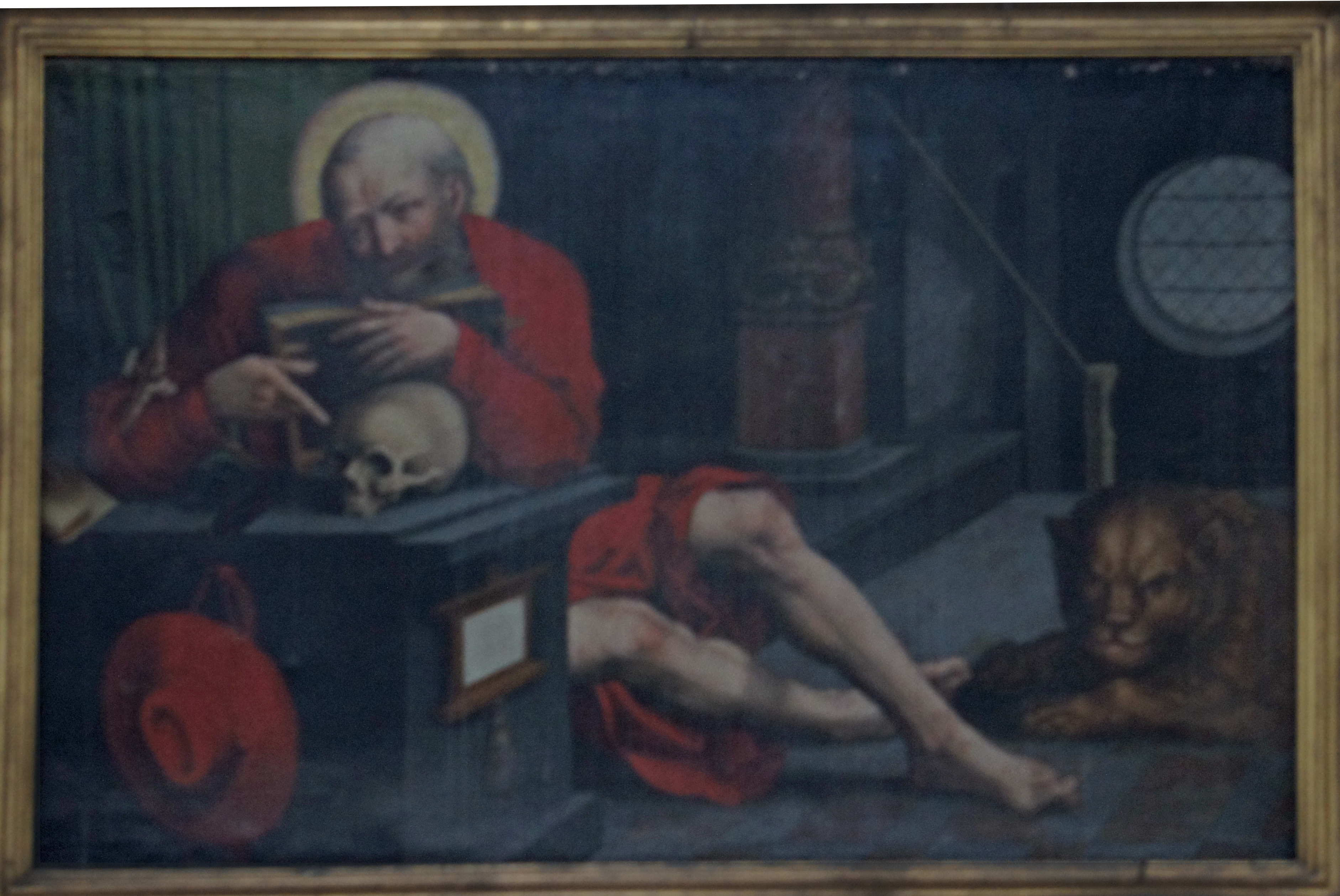
St- Jérome
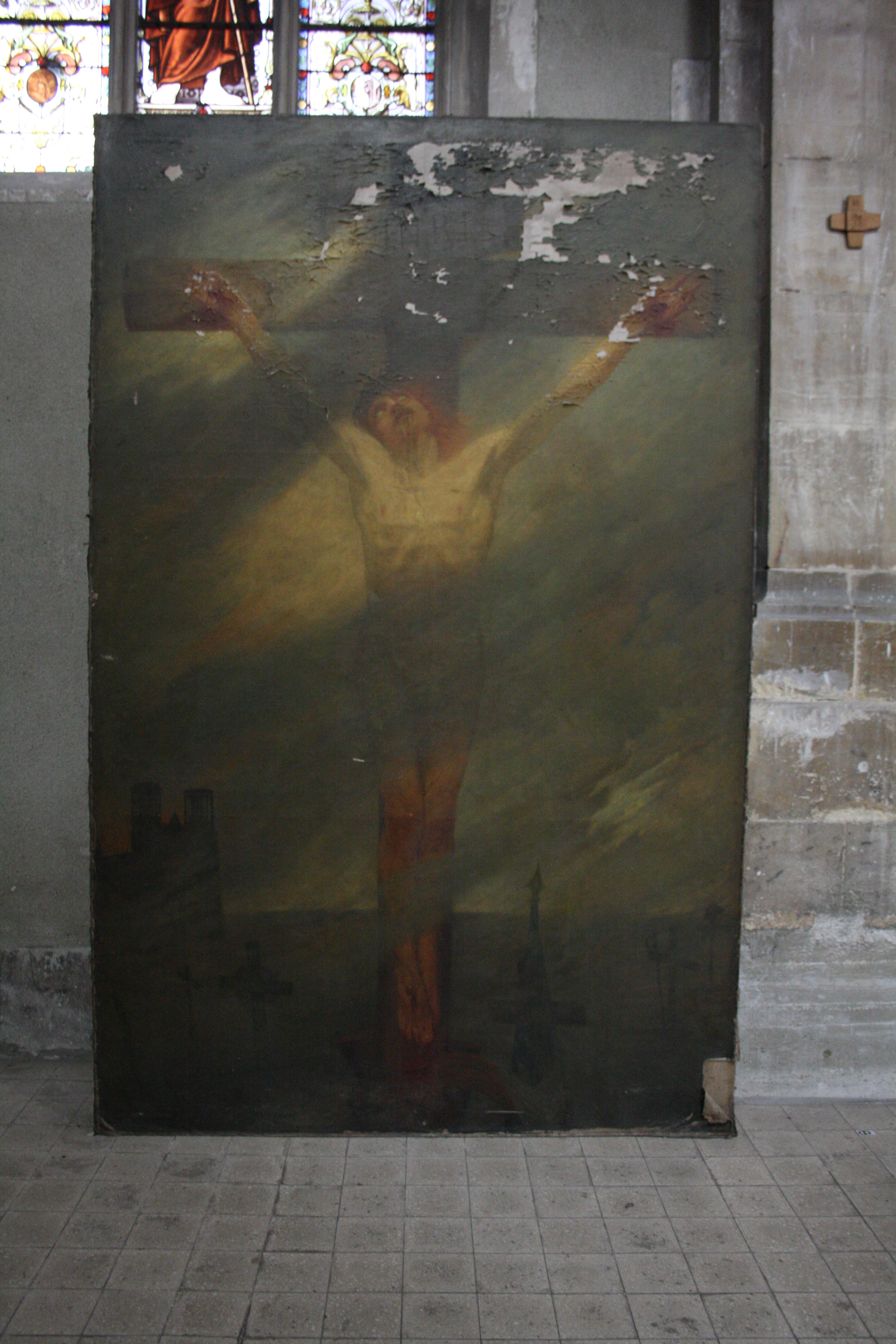
L'Incendie de la cathédrale de Reims par Jean Enders